# Panzertruppe von Wehrmacht und Waffen-SS

Standarte der Panzereinheiten der Wehrmacht in der Waffenfarbe „rosa“

Die Panzertruppe war eine der Waffengattungen der Wehrmacht (im Sinne von Truppengattung) des Heeres und der Waffen-SS. Zum Einsatz kam sie während des Zweiten Weltkriegs von 1939 bis 1945.

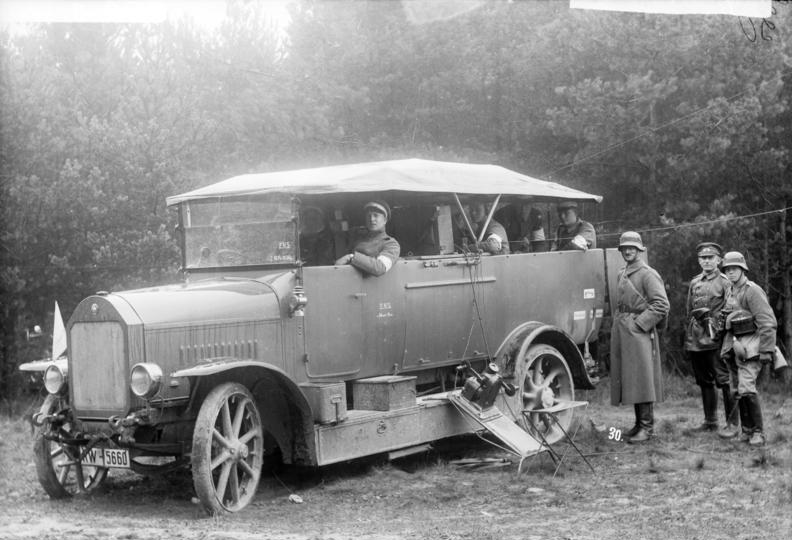
Mercedes-Funkwagen der Reichswehr, 1925

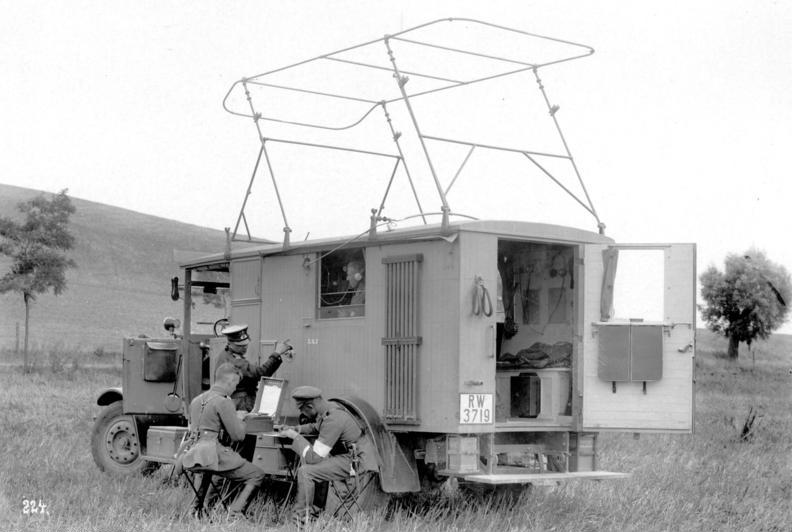
Mobile Funkstelle auf einem HF-Funkwagen der Reichswehr, 1928.

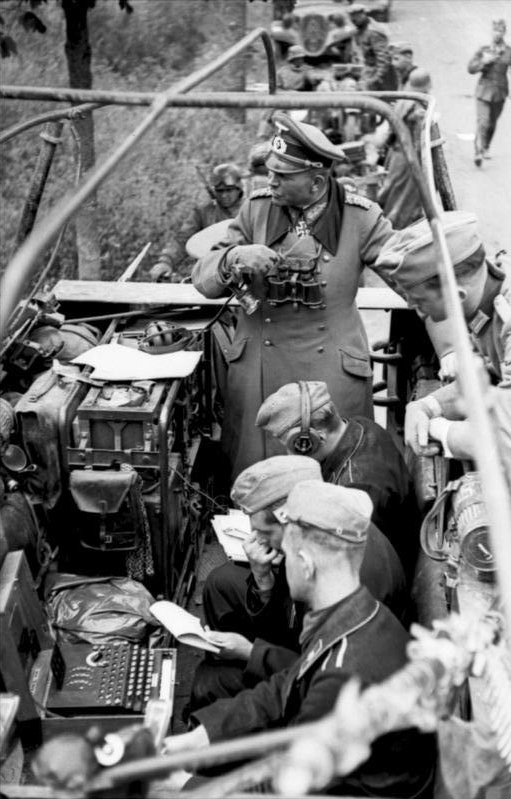
General Guderian (hinten stehend mit Fernglas) in einem mittleren Funkpanzerwagen (Sd.Kfz. 251/3) der Wehrmacht mit Enigma-Chiffriermaschine (vorn), 1940

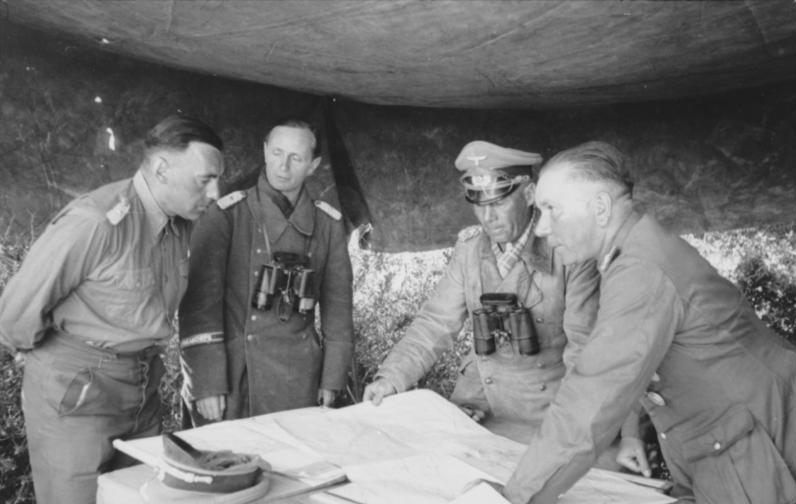
Walther Nehring, rechts mit Erwin Rommel, verfasste erste Kernthesen zur Panzertaktik, 1942

## Aufbau und Entstehung
Nach dem Ersten Weltkrieg verboten die Bestimmungen des Versailler Vertrages der Reichswehr die Nutzung schwerer Waffen. Während der Zusammenarbeit mit der Sowjetunion in den 1920er Jahren, vertraglich vereinbart im Vertrag von Rapallo, konnten vor allem in der Panzerschule Kama neue Panzerwagen erprobt, Einsatztaktiken entwickelt und Personal geschult werden. 1935 wurde die deutsche Wehrhoheit bekannt gegeben und auch die Panzertruppe nun offiziell neu aufgebaut.
Vor allem Heinz Guderian und Walther Nehring hatten als erste deutsche Offiziere die Schlagkraft dieser Waffe richtig erkannt und die Voraussetzungen für die Erfolge der Panzertruppe geschaffen. Guderian hatte im Ersten Weltkrieg bei der neuen Funktruppe gedient und war während der Weimarer Republik bei der Reichswehr mit dem neuen Zweig des motorisierten Transportwesens beschäftigt. Nebenbei lehrte er Militärgeschichte, wo er den Panzereinsatz der Westmächte im Ersten Weltkrieg analysierte. Daraus folgte sein Standardwerk der Panzertaktik Achtung – Panzer!, in dem er sich hinzu auf die Schriften verschiedener Militärtheoretiker stützte, etwa des österreichischen Generals Ludwig von Eimannsberger.

## Führungs- und Einsatzgrundsätze

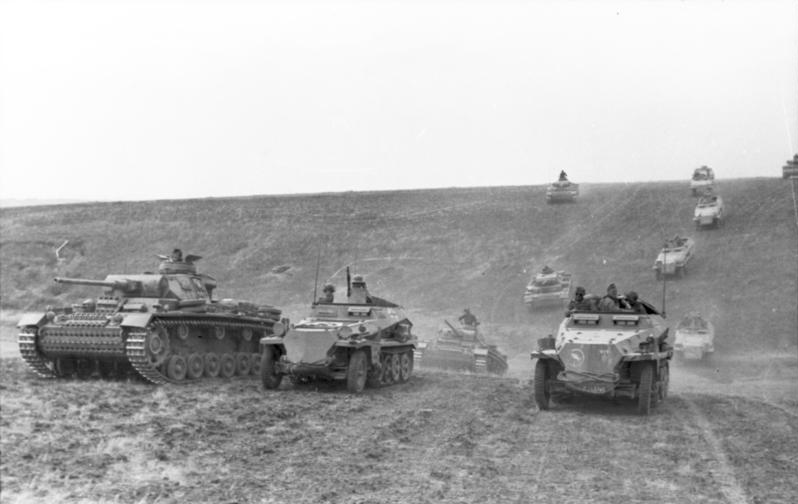
Zusammenwirken von Panzern der 24. Panzer-Division mit Panzergrenadieren 1942

Ende 1932 erstellte Nehring im Auftrag der Ausbildungsabteilung (T 4) des Truppenamtes eine Studie zum Thema „Die Panzerbrigade im Rahmen des Kavalleriekorps“, in der er die Kernthesen eines Panzereinsatzes – selbstständiges sowie zeitlich und räumlich begrenztes Operieren in Verbindung mit motorisierter Infanterie und Artillerie, umfassender Einsatz gegen Flanke und Rücken des Gegners, dabei abgesetzt von langsameren Verbänden sowie Verfolgung des weichenden Feindes – vorausschauend beschrieb.
Im Gegensatz zu Charles de Gaulle, der ähnliche Vorstellungen hatte, gelang es Guderian und Nehring, die oberste Militärführung vom Wert dieser Waffe und vom Einsatzkonzept der selbstständig operierenden Panzer-Divisionen zu überzeugen.
Während die Alliierten ihre Panzer mehr als Sturmgeschütze zur Infanterie-Unterstützung nutzten und auf breiter Front verteilten, setzte die Wehrmacht ihre Panzer-Divisionen im Verbund mit motorisierten Artillerie- und Infanterieeinheiten und weiteren Unterstützungstruppen in selbständigen Gefechtsverbänden ein. Diesen gelang es, in die feindlichen Linien einzubrechen und den Kampf in die Tiefe zu führen. Die Stoßkraft der Panzertruppe wurde dabei durch gepanzerte oder motorisierte Verbände und Einheiten anderer Truppengattungen ergänzt, deren Zusammenwirken mit der Panzertruppe fortlaufend verbessert wurde:
- Die bereits bei Kriegsbeginn vorhandenen und später fortlaufend modernisierten Panzeraufklärer stießen den gepanzerten Verbänden weit voraus, klärten Feindgruppierungen auf, meldeten diese mit ihren weitreichenden Funkgeräten auch an die Luftwaffe, die diese im taktischen Lufteinsatz zerschlug oder im Gefechtswert herabsetzte, oder umgingen oder überwanden Feindkräfte durch überraschenden Feuerüberfall und erkundeten Wege- und Geländeverhältnisse für die nachstoßenden Hauptkräfte. Sie verwendeten schnelle 4-Rad-Panzerspähwagen Sd.Kfz. 221 und 222 sowie die mit zwei Fahrern gleichsam zur Vorwärts- wie zur Rückwärtsfahrt geeigneten schweren 6- oder 8-Rad-Panzer u. a. der Typen Sd.Kfz. 231, 232, 233 und 234. Weitere Typen folgten durch Umbau und Modifizierung leichter Kampfpanzer zu Aufklärungspanzern wie dem Aufklärungspanzer „Luchs“ sowie durch Einsatz von Beutepanzern wie dem Panzerspähwagen P 204(f).
- Panzergrenadiere und Sturmpioniere begleiteten auf dem Schützenpanzerwagen Sd.Kfz. 251 – Besatzung 2 + 10 und damit eine vollständige Infanteriegruppe – als gepanzertem Halbkettenfahrzeug die Panzer ins Gefecht, um aufgesessen ausweichenden Feind zu bekämpfen oder bei besonders hartnäckigem Widerstand, im Wald- und Ortskampf oder in unwegsamem Gelände selbst abzusitzen und unter dem Feuerschutz der Kampfpanzer und Schützenpanzerwagen gegen gedeckte oder getarnte Feindtruppen vorzugehen. Der Schützenpanzerwagen Sd.Kfz. 250 mit sechs Mann Besatzung (Kommandant, Kraftfahrer und vier Soldaten als Schützen- /Aufklärungstrupp zu Fuß) wurde vornehmlich in den Panzeraufklärungsabteilungen eingesetzt.
- Aus weiteren Gefechtsfahrzeugen leiteten per Funk VB („Vorgeschobene Beobachter“) und Flivo („Fliegerverbindungsoffizier“) das Feuer der Artillerie und die Luftnahunterstützung durch Sturzkampfbomber wie der Junkers Ju 87 oder der Henschel Hs 123.
- Ab 1940 folgte der Einsatz von Sturmartillerie. Sturmgeschütze wie das oft und an allen Fronten verwendete Sturmgeschütz III nahmen im direkten Richten feindliche Pak und Bunker unter Feuer oder riegelten Angriffe feindlicher Panzer an den Flanken ab. Im Verlauf des Krieges kamen schwere Sturmpanzer wie „Brummbär“ oder Sturmhaubitze 42 an die Front. Zur Abwehr gepanzerter Gegenangriffe kamen zunächst häufig auf Beutepanzerfahrgestellen montierte Pak als behelfsmäßige Panzerjäger (z. B. Marder I) zum Einsatz, bis ab 1943 „echte“ Jagdpanzer wie „Elefant“, „Nashorn“ oder „Hetzer“ verfügbar waren.
- Nachdem sich neben der Sturmartillerie die auf Panzerfahrgestelle montierten Infanteriegeschütze „Bison“ und „Grille“ als Begleitartillerie bewährt hatten, erschienen 1943 Panzerhaubitzen der Typen „Wespe“ und „Hummel“, die als bewegliche Artillerie im raschen Stellungswechsel, unter Feindfeuer und aus offenen Feuerstellungen heraus angreifenden Panzerverbänden unmittelbare Feuerunterstützung geben konnten. Auch die der Artillerie verwandte Nebeltruppe konnte ab 1944 mit ihren Panzerwerfern der Panzertruppe im Gefecht folgen.
- Ab 1944 kamen neben den bis dahin verwendeten Halbkettenfahrzeugen mit Flak Flakpanzer wie „Möbelwagen“, „Ostwind“, „Wirbelwind“ und „Gepard“ zum Einsatz, allerdings zu wenig, um der alliierten Luftüberlegenheit noch wirksam entgegentreten zu können.
- Schließlich wurden – oft durch Umbau veralteter oder beschädigter Kampfwagen – Berge- und Sanitätspanzerwagen hergestellt, die ausgefallenen Panzerfahrzeugen und deren Besatzungen zu Hilfe eilen konnten.

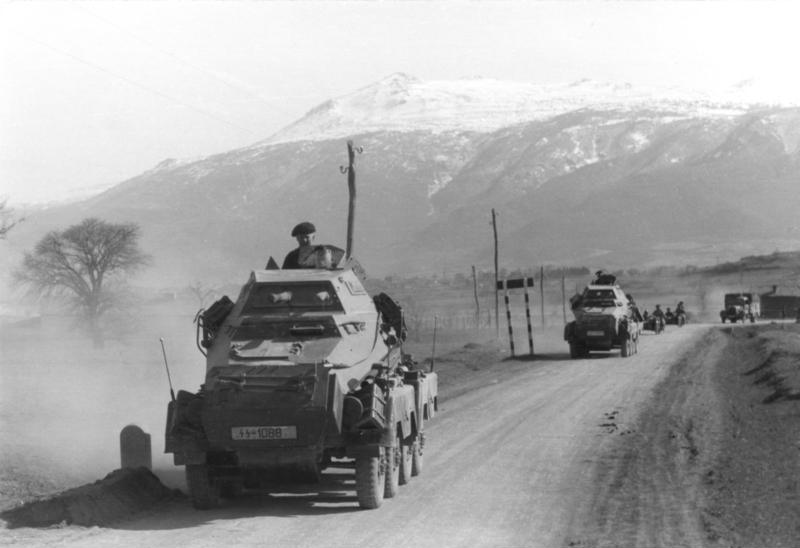
Panzerspähwagen
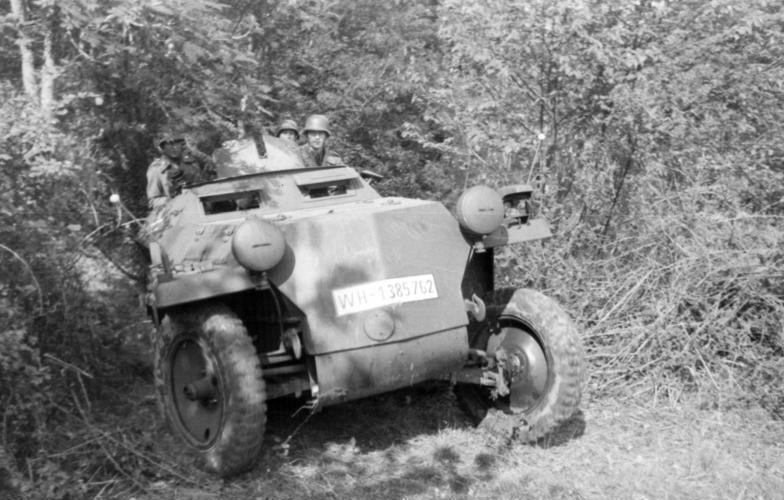
Schützenpanzer mit Grenadieren
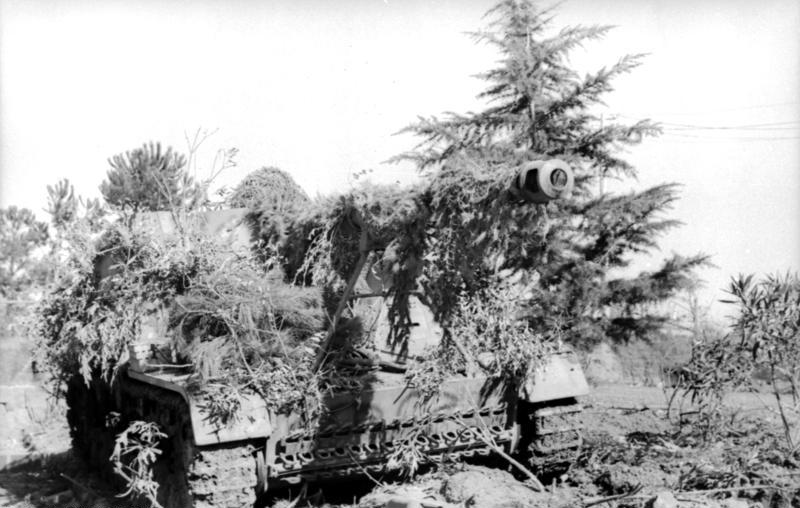
Panzerjäger „Nashorn“
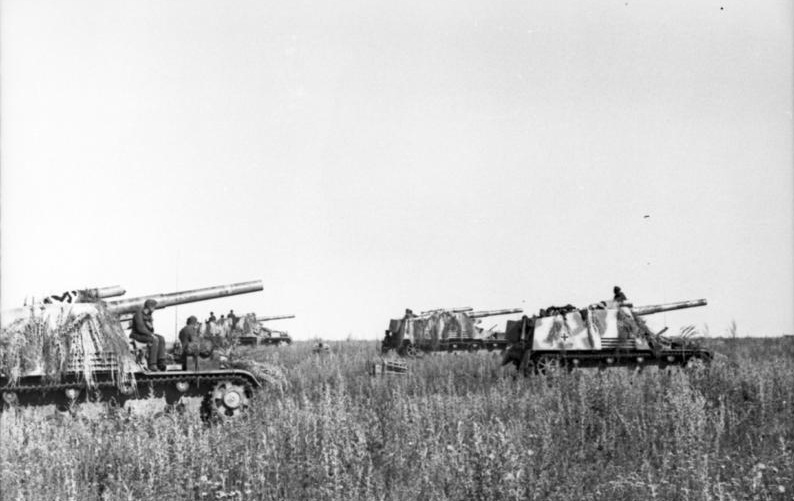
Panzerhaubitzbatterie „Hummel“
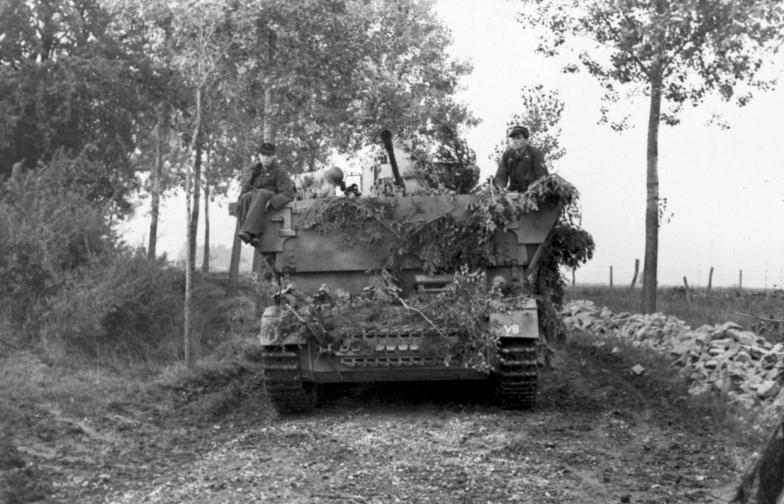
Flakpanzer IV „Möbelwagen“
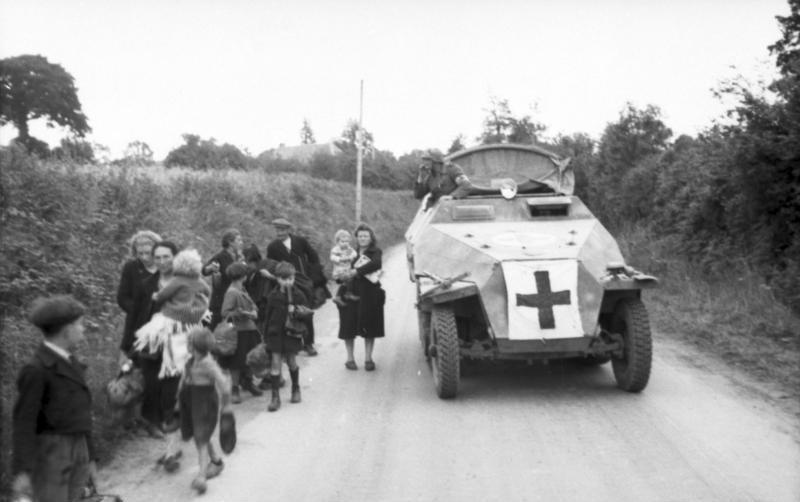
Sanitätspanzerwagen

Im Gefecht der verbundenen Waffen ganzer Großverbände wurde es nun möglich, die gegnerische Front durch konzentrischen Angriff der Panzerverbände an Schwachstellen zu durchbrechen, ohne Rücksicht auf lange und ungeschützte Flanken feindliche Truppen im überraschenden Angriff zu zerschlagen, Engstellen, Schlüsselgelände, Verkehrsknoten oder Brücken rasch zu gewinnen, den Gegner durch den Vorstoß in die Tiefe des Raums von Versorgung und Führung im Hinterland abzuschneiden, ihn schließlich einzukesseln und zur Aufgabe zu zwingen. Wesentlich trugen dazu die flexible Führung auf allen Ebenen durch Auftragstaktik und unmittelbar von vorne, die Ausstattung mit Funk bis herunter auf Einzelfahrzeugebene und die enge Koordination über die Flivos mit der Luftwaffe bei, welche mit ihren Stukas die Aufgabe einer fliegenden Artillerie übernahm und zudem mit ihren Nahaufklärern der Truppe durch Meldungsabwurf unmittelbare Lageorientierungen verschaffte. Dabei unterstützten die den Panzerkorps unterstellten Infanteriedivisionen die Versorgungskorridore der Panzerdivisionen in die Tiefe des Feindraums und sicherten tiefe offene Flanken und im Durchbruchraum. Diese unter der Bezeichnung „Blitzkrieg“ bekanntgewordene Taktik bildete die Grundlage für die schnellen Siege während des Überfalls auf Polen und des Westfeldzuges. Diese Operationsführung war im Angriff erfolgreich, bei erfolgloser Verteidigung, in der Verzögerung und bei Rückzügen führte dies aber dazu, dass die eigene Infanterie (die nicht motorisiert war und zu Fuß marschierte) nicht mehr mit den Panzerdivisionen mithalten konnte und eingekesselt wurde.

## Einsatzgeschichte

Stander des Befehlshabers einer Panzergruppe

Im September 1939 trat die Wehrmacht mit 3000 Panzern, den mit nur wenigen, leichten Panzern ausgerüsteten polnischen Truppen deutlich überlegen, zum Angriff an. Demgegenüber war das Kräfteverhältnis bei Beginn des Westfeldzugs 1940 für die Wehrmacht deutlich kritischer: 2500 deutschen Panzern standen etwa 4800 alliierte Panzerwagen gegenüber. Dafür waren motorisierte und gepanzerte Kräfte in einer Panzergruppe zusammengefasst und erreichten somit die entscheidende Durchschlagskraft, auch wenn die Kampfkraft der deutschen Panzer der der französischen und britischen Tanks unterlegen war. Allein die überlegene Taktik und Führung der deutschen Panzerverbände war der Grund für diese selbst für die eigene Militärführung überraschenden Erfolge. Nach dem Westfeldzug wurden daher zunächst die dem Fronteinsatz nicht mehr gewachsenen Panzer I ausgemustert und neben zahlreichen Beutepanzern zu Selbstfahrlafetten umgebaut.
Beim anschließenden Balkanfeldzug 1941 gegen Jugoslawien und Griechenland traf die Panzertruppe auf einen sowohl technisch als auch kräftemäßig deutlich unterlegenen Gegner. Widrige Wetter- und Wegeverhältnisse zwangen zur Improvisation und zogen Verschleiß und Materialschäden nach sich.
Beim Angriff auf die Sowjetunion stand die Wehrmacht mit etwa 3000 Panzern in 19 Panzer-Divisionen geschätzten 10.000 Tanks des Gegners gegenüber. Auch schien den Panzerverbänden fast überall der sofortige Durchbruch und der schnelle Vorstoß in das feindliche Hinterland zu gelingen. Allerdings waren dieses Mal die Panzerverbände auf die vier Panzergruppen 1 „Kleist“, 2 „Guderian“, 3 „Hoth“ und 4 „Hoepner“ verteilt und besaßen damit weniger Stoßkraft. Auch die sowjetischen Panzer zeigten sich den deutschen bei Panzerung und Feuerkraft zunächst deutlich unterlegen. Das änderte sich jedoch, als deutsche Truppen erstmals auf die neuen T-34 und KW-1 trafen, deren 7,62-cm-Panzerkanonen eine erheblich größere Durchschlagskraft hatten und an deren Panzerung die Geschosse deutscher Kampfwagen abprallten. Erstmals trafen die Panzer der Wehrmacht auf einen wirklich ernst zu nehmenden Gegner, auch wenn Zieloptik und Funkausstattung der sowjetischen Panzer, der Ausbildungsstand ihrer Besatzungen und die Einsatztaktik der sowjetischen Truppenführer noch nicht auf deutschem Stand waren.
Die überdehnte Front, die zu weit gesteckten Angriffsziele, der trotz großer Verluste ungeahnt hartnäckige Widerstand der sowjetischen Truppen und die mangelhafte Vorbereitung auf die Schlamm- und Winterperiode führte jedoch zu einem enormen Kräfteverschleiß, so dass Ende 1941 nur noch etwa 20 % der eingesetzten Panzer einsatzbereit gemeldet waren. Es kam zu Zerwürfnissen zahlreicher Truppenführer untereinander und mit Adolf Hitler; General Heinz Guderian wurde seines Postens enthoben, Erich Hoepner wandte sich dem militärischen Widerstand zu, auch Ewald von Kleist überwarf sich 1944 mit Hitler und wurde inhaftiert.
Trotz starker Ausfälle konnte die Panzertruppe durch überlegene taktische Führung und ausgezeichnete Ausbildung 1942 sowohl in Nordafrika als auch in Russland zunächst noch die Initiative behalten. Allerdings wurde bereits im Sommer 1942 der deutsche Panzervorstoß auf el-Alamein zunächst gestoppt und dann im November 1942 durch die britische Gegenoffensive zurückgeworfen. Auch an der Ostfront geriet die deutsche Panzertruppe spätestens nach der fehlgeschlagenen Panzerschlacht bei Kursk im Sommer 1943 in die Defensive, obwohl mit dem Adolf-Hitler-Panzerprogramm die Produktion von Panzerfahrzeugen zwischen Januar und Mai 1943 verdoppelt worden war. An beiden Fronten zeigte sich, dass die alliierten Gegner gelernt hatten, die taktischen Grundsätze der deutschen Panzertruppe zu übernehmen und selbst erfolgreich anzuwenden.
Die stets verbesserten Panzerabwehrmittel und Dichte der Panzerabwehr zwangen dazu, veraltete Panzer der Typen PzKw II, 35(t), 38(t) bis 1943 aus dem Fronteinsatz zu ziehen. Die mittleren Kampfpanzer III und IV sowie die Sturmgeschütze erhielten Zusatzpanzerungen, neu ausgelieferte Panzer V und VI einen Zimmerit-Anstrich gegen das Anbringen von magnetischen Haftminen.
Neben zahlreichen kleineren Verbesserungen und Kampfwertsteigerungen erschienen 1943 die neuen Panzertypen Panzerkampfwagen V Panther und Panzerkampfwagen VI Tiger erstmals in größerer Zahl. Doch auch überlegene Panzertechnik und hohe Produktionszahlen konnten den Niedergang der Panzertruppe im Verhältnis zu noch höheren Produktionszahlen der Gegenseite nicht mehr aufhalten. Kaum noch ersetzbare Einsatzverluste, ausgedehnte Fronten, die stur am Festhalten von Gelände orientierten Befehlsvorgaben durch Adolf Hitler und deren widerspruchslosen Akzeptanz durch die Generäle, die massive alliierte Übermacht an Truppen und Material und der chronische Mangel an Betriebsstoff und Ersatzteilen lähmten die operative Beweglichkeit der deutschen Seite. Kampfstarke Panzerverbände für weiträumige Operationen standen nicht mehr zur Verfügung. Statt der zusammenhängenden Gefechtsführung unterschiedlicher Waffensysteme im Rahmen ganzer Großverbände erfolgte nun mehr und mehr ein verzettelter Einsatz von Panzern als bewegliche Reserve und „Feuerwehr“ gegen Feindpanzer und durchgebrochene Angriffsverbände, auf kürzeste Marschentfernungen, da Kraftstoff an der Front zur Mangelware wurde.
Den Untergang der Panzertruppe besiegelten schließlich die beiden letzten großen, aber erfolglosen Angriffsoperationen 1944/45 in den Ardennen und am Plattensee, auch infolge unzureichender Kraftstoffbevorratung. Die Ardennenoffensive hatte als taktisches Ziel auch die Einnahme gegnerischer Kraftstofflager.

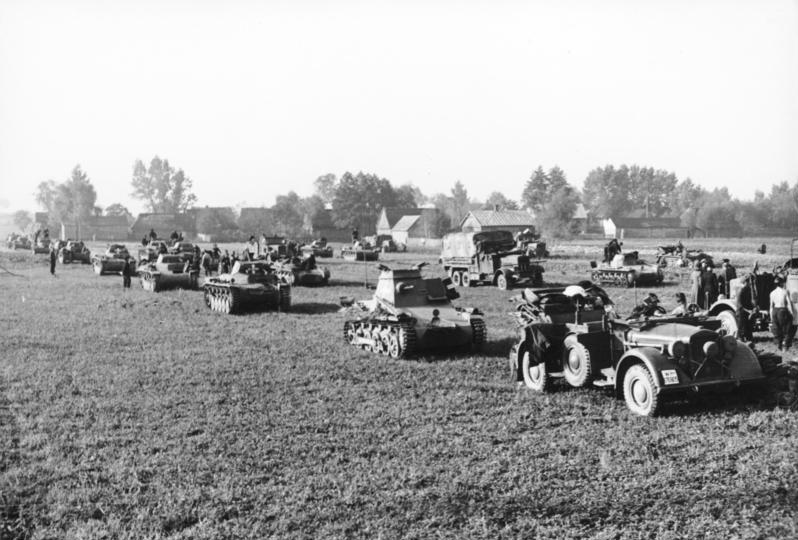
September 1939: Deutsche Panzerkolonne beim Angriff auf Polen
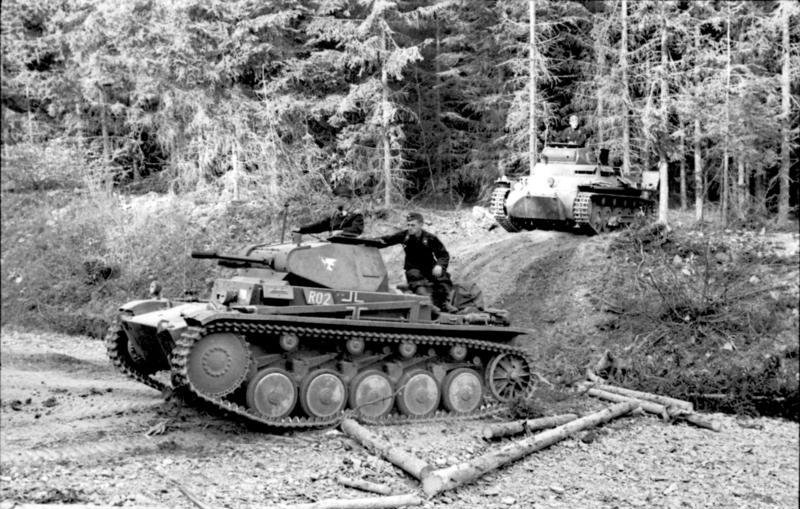
Mai 1940: Panzer II beim Vorstoß nach Frankreich
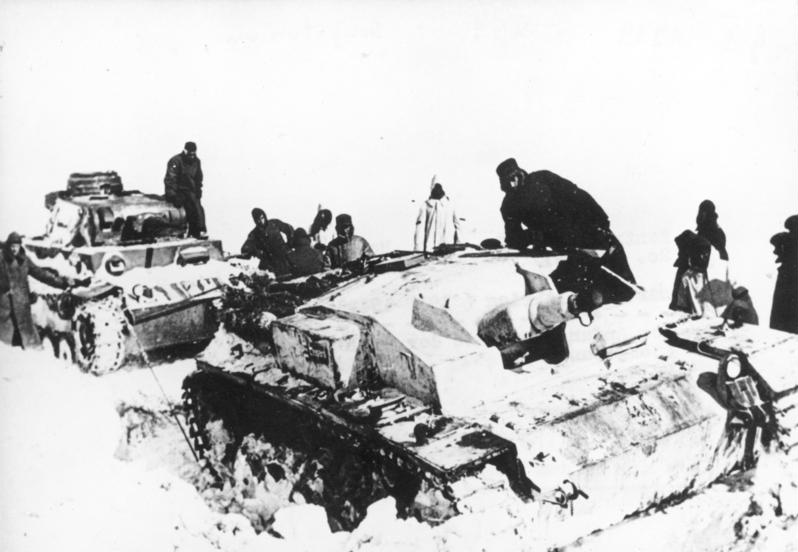
Dezember 1941: Sturmgeschütz und Panzer III im russischen Winter
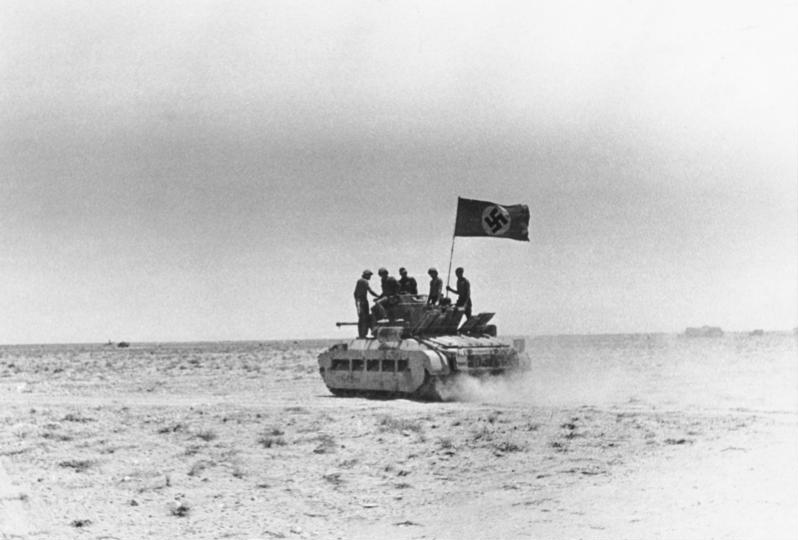
September 1942: Britischer Matilda als Beutepanzer des Afrika-Korps
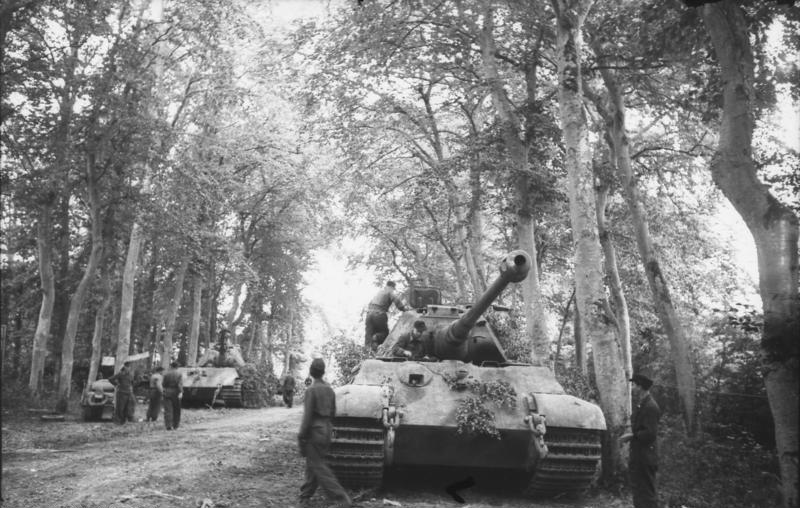
Juli 1944: Tiger II in Nordfrankreich
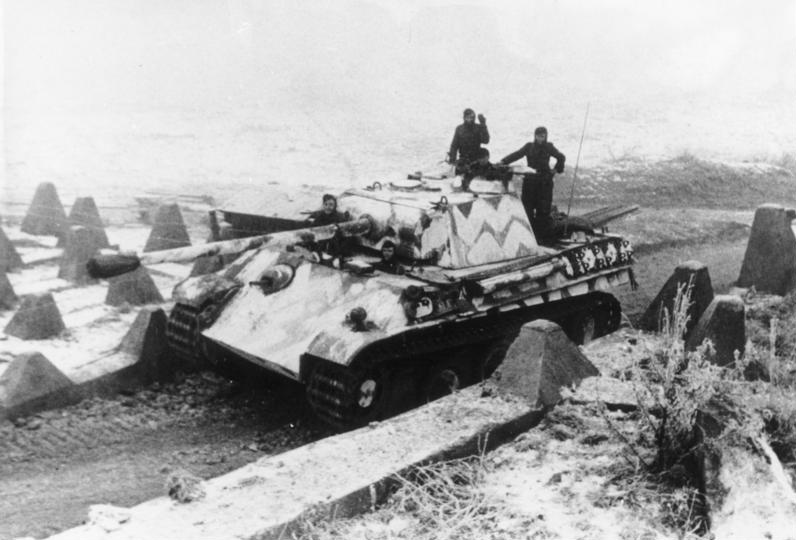
Januar 1945: Panzer V passiert Sperren am Westwall

## Einheiten und Verbände

### Einheiten der Panzertruppen

Stander eines Panzerregiments

Stander einer Panzerabteilung

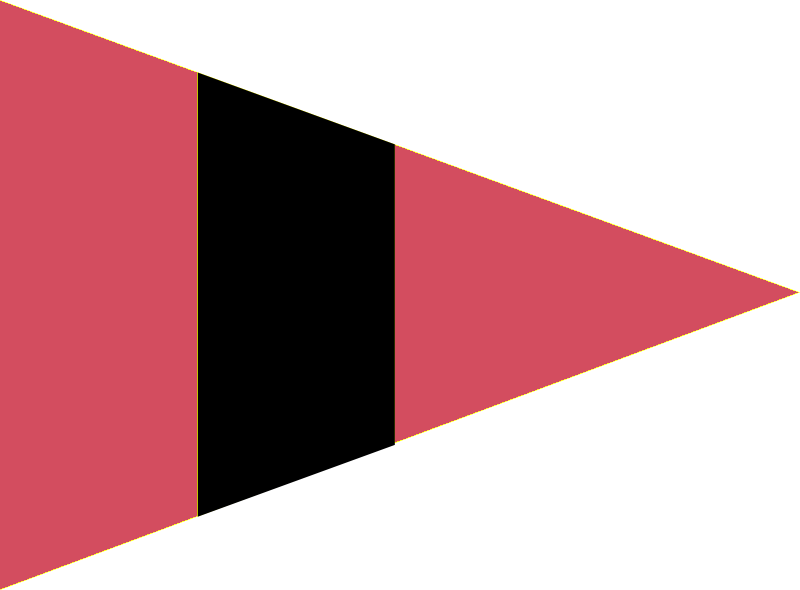
Stander einer Panzerkompanie

Die Panzertruppe hieß bis zum 30. September 1937 „Kraftfahrkampftruppe“, die Kampfpanzer nannte man entsprechend „Kampfwagen“. Ab 1938 bestand die Waffengattung Schnelle Truppe, welche die Panzertruppe und die Kavallerie vereinte. Zur Panzertruppe gehörten vornehmlich die mit Kampfpanzern ausgerüsteten Truppenteile. Am 25. März 1943 wurde mit Wirkung zum 1. April 1943 die Schnelle Truppe aufgelöst und die Waffengattung Panzertruppe geschaffen. Damit wurden auch gepanzerte oder schnelle Truppen der Panzertruppe zugezählt, darunter die schweren Sturmgeschütz- und Panzerjäger-Abteilungen, Panzeraufklärer, Panzergrenadiere, Krad-Schützen und die bis dahin der Pioniertruppe zugeordneten Eisenbahnpanzerzüge. Es gehörten zur Panzertruppe:
- Panzer-Regimenter und -Abteilungen
- Panzergrenadier-Regimenter
- Grenadier-(Füsilier-)Regimenter (mot), was bisher zur Infanterie zählte
- Panzerjäger-Abteilungen und sonstige Panzerjäger-Einheiten
- schwere Panzerjäger-Abteilung und Einheiten, bisher schwere Sturmgeschütz-Abteilungen und Einheiten
- Schnelle Abteilungen (ohne Radfahrer- und Reiter-Einheiten, welche zur Infanterie kamen)
- Panzer-Aufklärungs-Abteilungen, aus den Kradschützen-Bataillonen
- Eisenbahn-Panzerzüge, bisher zur Eisenbahntruppe gehörend

Gliederung und Aufbau der Panzerverbände änderten sich fortlaufend. Die Panzerregimenter bestanden aus dem Stab, dem Nachrichtenzug und dem zur Aufklärung eingesetzten leichten Zug – später zur Stabskompanie zusammengefasst. Zusätzlich erhielten die Stabskompanien später auch Panzerpionier- und Flammpanzer-Züge. Unterstellt waren dem Panzerregiment meist drei Panzerabteilungen (Panzerbataillone) zu jeweils grundsätzlich drei bis vier Kompanien. Die Versorgungsdienste wurden ab 1944 aus den Kompanien ausgegliedert und zu einer Versorgungskompanie pro Abteilung zusammengefasst.
Daneben existierten selbständige Abteilungen und Kompanien mit eigenen Werkstatt- und Versorgungseinheiten. So wurden die „Tiger“-Panzer und die schweren Jagdpanzer „Ferdinand“ und „Jagdtiger“ überwiegend in selbständigen Heeres-Abteilungen eingesetzt.
Eine Panzer-Kompanie verfügte über vier Züge zu je fünf Panzern, somit mit den beiden Panzern von Kompaniechef und Kompanietruppführer über insgesamt 22 Panzer. Ab 1943 sank die Soll-Einsatzstärke auf drei Züge mit nur noch vier Panzern. Im Kriegsverlauf konnte es dazu kommen, dass Fehlbestände an Kampfpanzern mit Sturmgeschützen und Beutepanzern aufgefüllt wurden.

## Divisionen mit Panzerverbänden
Bei Kriegsbeginn hatten lediglich die 1. bis 5. und die 10. Panzer-Division sowie die 1. bis 4. leichte Division Panzerabteilungen.
Die Panzer-Divisionen bestanden aus zwei Panzer-Regimentern. Hinzu kamen zwei Schützen-Regimenter, ein Artillerie-Regiment, ein Kradschützen-Bataillon, eine Panzeraufklärungs-, Panzerjäger- und Nachrichten-Abteilung, dazu Nachschub- und Verwaltungseinheiten. Die leichten Divisionen hatten jeweils nur eine Panzer-Abteilung zur Verfügung und wurden Ende 1939 in die 6. bis 9. Panzer-Division umgegliedert.
Nach Aufstellung weiterer Panzer-Divisionen verfügte ab 1941/42 jede Panzer-Division nur noch über ein Panzer-Regiment. Dafür wurde je eines der Schützen-Regimenter (teilweise – vorgesehen war eine Vollausstattung) mit Schützenpanzerwagen zu Panzergrenadier-Regimentern aufgerüstet, das andere Panzergrenadier-Regiment war motorisiert und weitere Verbände wie eine Heeres-Flak-Abteilung und ein Feldersatz-Bataillon eingegliedert.
Ab 1942 ging man dazu über, einige Infanterie-Divisionen (motorisiert) mit einer Panzer-Abteilung auszustatten. Bis auf einige wenige wurden alle Infanterie-Divisionen (mot.) ab Mitte 1943 in Panzergrenadier-Divisionen umbenannt und erhielten eine eigene Panzer-Abteilung.
Anfang 1943 gingen mit der 6. Armee in Stalingrad die 14., 16. und 24. Panzer-Division unter. Im Mai 1943 kapitulierte die Panzerarmee Afrika, die 10., 15. und 21. Panzer-Division gingen verloren, die 15. Panzer-Division und die Division Hermann Göring verloren ihr Großgerät. Dennoch gelang dank verstärkter Rüstungsproduktion 1943/44 nochmals die Aufstellung neuer Panzerverbände, insbesondere der nicht zur Wehrmacht gehörenden Waffen-SS.
Die gegen Kriegsende 1945 aus Resten anderer Verbände aufgestellten Panzer-Divisionen erreichten allenfalls noch Brigadestärke und sind kaum als Division einzuordnen.

### Divisionen der Wehrmacht mit Panzerverbänden
Die "Phase" - Kennzeichnung ist innerhalb dieser Tabelle eine Hilfskonstruktion, um den Ablauf der Aufstellungen und die Ideen der Führung der Panzertruppe zu verdeutlichen. Zwischen 1. und 5. Phase sind ausschließlich Brigaden und Abteilungen aufgestellt worden. Anders als bei den Infanteriedivisionen der Wehrmacht handelt es sich nicht um eine offiziell verwendete Beschreibung innerhalb der Wehrmacht. Bei einigen Divisionen sind bei der Zuteilung einer ersten Panzereinheit nur Abteilungen eingegliedert worden, so bei den "leichte Division" und bei den ID (mot.).
| Symbol | Division                                   | Panzerverband                               | Aufstellung/Einsatz  | Einsatzraum                                                      | Aufstellungsort                   |
| ------ | ------------------------------------------ | ------------------------------------------- | -------------------- | ---------------------------------------------------------------- | --------------------------------- |
|        | 1. Panzer-Division                         | Panzer-Regiment 1                           | 1935–1945 (1. Phase) | Polenfeldzug, Westfeldzug, Ostfront                              | Weimar                            |
|        | 2. Panzer-Division                         | Panzer-Regiment 3                           | 1935–1945 (1. Phase) | Polenfeldzug, Westfeldzug, Balkan, Ostfront, Normandie, Ardennen | Wien                              |
|        | 3. Panzer-Division                         | Panzer-Regiment 6                           | 1935–1945 (1. Phase) | Polenfeldzug, Westfeldzug, Ostfront                              | Berlin                            |
|        | 3. Infanterie-Division (mot.)              | Panzer-Abteilung 103                        | 1940–1945 (8. Phase) | Polenfeldzug, Westfeldzug, Ostfront, Italien, Westfront          | Frankfurt (Oder)                  |
|        | 4. Panzer-Division                         | Panzer-Regiment 35                          | 1938–1945 (5. Phase) | Polenfeldzug, Westfeldzug, Ostfront                              | Würzburg                          |
|        | 5. Panzer-Division                         | Panzer-Regiment 31                          | 1938–1945 (5. Phase) | Polenfeldzug, Westfeldzug, Balkan, Ostfront                      | Oppeln                            |
|        | 6. Panzer-Division                         | Panzer-Regiment 11                          | 1939–1945 (6. Phase) | Westfeldzug, Ostfront                                            | Wuppertal                         |
|        | 7. Panzer-Division                         | Panzer-Regiment 25                          | 1938–1945 (6. Phase) | Westfeldzug, Ostfront                                            | Gera                              |
|        | 8. Panzer-Division                         | Panzer-Regiment 10                          | 1939–1945 (6. Phase) | Westfeldzug, Balkan, Ostfront                                    | Cottbus                           |
|        | 9. Panzer-Division                         | Panzer-Regiment 33                          | 1939–1945 (6. Phase) | Westfeldzug, Balkan, Ostfront, Normandie, Ardennen, Ruhrkessel   | Sankt Pölten                      |
|        | 10. Panzer-Division                        | Panzer-Regiment 7                           | 1939–1943 (6. Phase) | Polenfeldzug, Westfeldzug, Balkan, Ostfront, Nordafrika          | Prag                              |
|        | 10. Panzergrenadier-Division               | Panzer-Abteilung 7                          | 1943–1945 (9. Phase) | Ostfront                                                         | Regensburg                        |
|        | 11. Panzer-Division                        | Panzer-Regiment 15                          | 1940–1945 (7. Phase) | Balkan, Ostfront, Normandie, Ardennen                            |                                   |
|        | 12. Panzer-Division                        | Panzer-Regiment 29                          | 1940–1945 (7. Phase) | Ostfront                                                         | Ostsudetenland                    |
|        | 13. Panzer-Division                        | Panzer-Regiment 4                           | 1940–1945 (7. Phase) | Ostfront                                                         | Magdeburg                         |
|        | 14. Panzer-Division                        | Panzer-Regiment 36                          | 1940–1945 (7. Phase) | Ostfront                                                         | Dresden                           |
|        | 15. Panzer-Division                        | Panzer-Regiment 8                           | 1940–1943 (7. Phase) | Nordafrika                                                       | Landau in der Pfalz/Heidelberg    |
|        | 15. Panzergrenadier-Division               | Panzer-Abteilung 115                        | 1943–1945 (9. Phase) | Italien                                                          |                                   |
|        | 16. Panzer-Division                        | Panzer-Regiment 2                           | 1940–1945 (7. Phase) | Ostfront, Italien                                                | Münster                           |
|        | 16. Infanterie-Division (mot.)             | Panzer-Abteilung 116                        | 1940–1945 (8. Phase) | Ostfront                                                         | Münster                           |
|        | 17. Panzer-Division                        | Panzer-Regiment 39                          | 1940–1945 (7. Phase) | Ostfront                                                         | Augsburg                          |
|        | 18. Panzer-Division                        | Panzer-Regiment 18                          | 1940–1943 (7. Phase) | Ostfront                                                         | Chemnitz                          |
|        | 18. Panzergrenadier-Division               | Panzer-Abteilung 118                        | 1943–1945            | Ostfront                                                         | Liegnitz                          |
|        | 19. Panzer-Division                        | Panzer-Regiment 27                          | 1940–1945 (7. Phase) | Ostfront                                                         | Hannover                          |
|        | 20. Panzer-Division                        | Panzer-Regiment 21                          | 1941–1945 (7. Phase) | Ostfront                                                         | Erfurt                            |
|        | 20. Panzergrenadier-Division               | Panzer-Abteilung 8                          | 1943–1945            | Ostfront                                                         | Hamburg                           |
|        | 21. Panzer-Division                        | Panzer-Regiment 5                           | 1941–1945 (8. Phase) | Nordafrika, Normandie, Ostfront                                  |                                   |
|        | 22. Panzer-Division                        | Panzer-Regiment 204                         | 1941–1943 (8. Phase) | Ostfront                                                         | Frankreich                        |
|        | 23. Panzer-Division                        | Panzer-Regiment 23                          | 1941–1943 (8. Phase) | Ostfront                                                         | Frankreich                        |
|        | 24. Panzer-Division                        | Panzer-Regiment 24                          | 1941–1945 (8. Phase) | Ostfront                                                         | Stablack in Ostpreußen            |
|        | 25. Panzer-Division                        | Panzer-Regiment 9                           | 1942–1945 (9. Phase) | Ostfront                                                         | Norwegen                          |
|        | 25. Panzergrenadier-Division               | Panzer-Abteilung 5                          | 1943–1945            | Ostfront, Westfront                                              | Ludwigsburg                       |
|        | 26. Panzer-Division                        | Panzer-Regiment 26                          | 1942–1945            | Italien                                                          | Potsdam                           |
|        | 27. Panzer-Division                        |                                             | 1942–1943            | Ostfront                                                         | Ukraine                           |
|        | 29. Infanterie-Division (mot.)             | Panzer-Abteilung 129                        | 1937–1945 (8. Phase) | Polenfeldzug, Westfeldzug, Ostfront, Italien                     | Erfurt                            |
|        | 45. Panzer-Division Clausewitz             |                                             | 1945                 | Westfront                                                        | Lauenburg/Elbe                    |
|        | 60. Infanterie-Division (mot.)             | Panzer-Abteilung 160                        | 1940–1943 (8. Phase) | Balkanfeldzug, Ostfront, Italien                                 | Danzig                            |
|        | 90. Panzergrenadier-Division               | Panzer-Abteilung 190                        | 1943–1945            | Italien                                                          |                                   |
|        | 116. Panzer-Division                       | Panzer-Regiment 16                          | 1944–1945            | Westfront                                                        | Frankreich                        |
|        | 155. Panzer-Division                       | Reserve-Panzer-Abteilung 7                  | 1943–1944 (9. Phase) | Frankreich                                                       | Frankreich                        |
|        | 178. Panzer-Division                       | Panzer-Ersatz- und Ausbildungs-Abteilung 15 | 1943–1944            | Leipzig                                                          | Leipzig                           |
|        | 179. Panzer-Division                       | Reserve-Panzer-Abteilung 1                  | 1943–1944 (9. Phase) | Frankreich                                                       | Weimar                            |
|        | 232. Panzer-Division                       | gemischte Panzer-Abteilung 4                | 1945                 | Ostfront                                                         | Malacky                           |
|        | 233. Panzer-Division                       | Panzer-Abteilung 233                        | 1943–1945 (9. Phase) | Dänemark                                                         | Frankfurt (Oder)                  |
|        | 273. Reserve-Panzer-Division               | Reserve-Panzer-Abteilung 25 und 35          | 1943 (9. Phase)      |                                                                  |                                   |
|        | 345. Infanterie-Division (mot.)            | Panzer-Abteilung 345                        | 1942–1943            |                                                                  |                                   |
|        | 386. Infanterie-Division (mot.)            | Panzer-Abteilung 386                        | 1942–1943            |                                                                  |                                   |
|        | Panzer-Division „Feldherrnhalle 1“         | Panzer-Regiment Feldherrnhalle              | 1945                 | Ostfront                                                         |                                   |
|        | Panzer-Division „Feldherrnhalle 2“         | Panzer-Regiment Feldherrnhalle 2            | 1945                 | Ostfront                                                         | Danzig                            |
|        | Führer-Begleit-Division                    | Panzer-Regiment 102                         | 1945                 | Ostfront                                                         |                                   |
|        | Führer-Grenadier-Division                  | Panzer-Regiment 101                         | 1945                 | Ostfront                                                         |                                   |
|        | Panzergrenadier-Division „Großdeutschland“ | Panzer-Regiment „Großdeutschland“           | 1943 (8. Phase)      | Ostfront                                                         |                                   |
|        | Panzer-Division Bergen                     |                                             | 1945                 | Westfront                                                        | Hannover                          |
|        | Panzer-Division Holstein                   | Panzer-Abteilung 44                         | 1945                 | Ostfront                                                         |                                   |
|        | Panzer-Division Müncheberg                 |                                             | 1944–1945            | Ostfront                                                         | Berlin, Potsdam, Frankfurt (Oder) |
|        | Panzer-Division Norwegen                   | Panzer-Abteilung Norwegen                   | 1943–1945 (9. Phase) | Norwegen                                                         | Norwegen                          |
|        | Panzer-Lehr-Division                       | Panzer-Lehr-Regiment 130                    | 1944–1945            | Westfront                                                        | Nancy, Verdun                     |

### Divisionen der Waffen-SS mit Panzerverbänden
| Kennzeichen | Division                                                    | Panzerverband                 | Aufstellung/Einsatz  | Einsatzraum                             | Aufstellungsort |
| ----------- | ----------------------------------------------------------- | ----------------------------- | -------------------- | --------------------------------------- | --------------- |
|             | 1. SS-Panzer-Division Leibstandarte SS Adolf Hitler         | SS-Panzer-Regiment 1          | 1943–1945 (9. Phase) | Ostfront, Normandie, Ardennen, Ostfront | Berlin          |
|             | 2. SS-Panzer-Division „Das Reich“                           | SS-Panzer-Regiment 2          | 1943–1945 (9. Phase) | Ostfront, Normandie, Ardennen, Ostfront |                 |
|             | 3. SS-Panzer-Division „Totenkopf“                           | SS-Panzer-Regiment 3          | 1943–1945 (9. Phase) | Ostfront                                |                 |
|             | 4. SS-Polizei-Panzergrenadier-Division                      | SS-Polizei-Panzer-Abteilung 4 | 1943–1945            | Balkan, Ostfront                        |                 |
|             | 5. SS-Panzer-Division „Wiking“                              | SS-Panzer-Regiment 5          | 1943–1945 (8. Phase) | Ostfront                                |                 |
|             | 9. SS-Panzer-Division „Hohenstaufen“                        | SS-Panzer-Regiment 9          | 1944–1945 (9. Phase) | Westfront, Ostfront                     | Reims           |
|             | 10. SS-Panzer-Division „Frundsberg“                         | SS-Panzer-Regiment 10         | 1943–1945 (9. Phase) | Ostfront, Westfront, Ostfront           | Frankreich      |
|             | 11. SS-Freiwilligen-Panzergrenadier-Division „Nordland“     | SS-Panzer-Abteilung 11        | 1943–1945 (9. Phase) | Ostfront                                |                 |
|             | 12. SS-Panzer-Division „Hitlerjugend“                       | SS-Panzer-Regiment 12         | 1943–1945 (9. Phase) | Westfront, Ostfront, Ardennen           | Beverlo         |
|             | 16. SS-Panzergrenadier-Division „Reichsführer SS“           | SS-Panzer-Abteilung 16        | 1943–1945 (9. Phase) | Italien, Ostfront                       |                 |
|             | 17. SS-Panzergrenadier-Division „Götz von Berlichingen“     | SS-Panzer-Abteilung 17        | 1943–1945 (9. Phase) | Westfront                               |                 |
|             | 18. SS-Freiwilligen-Panzergrenadier-Division „Horst Wessel“ | SS-Panzer-Abteilung 18        | 1944–1945            | Balkan, Ostfront                        |                 |

### Luftwaffe – Fallschirm-Panzer-Division 1. „Hermann Göring“
Einen Sonderfall stellte die Fallschirm-Panzer-Division 1 „Hermann Göring“ dar. Diese Panzer-Division unterstand formal der Luftwaffe, wurde jedoch ausschließlich im Verbund mit Heeresverbänden eingesetzt und trug die Bezeichnung Fallschirm nur nominell. Sie war weder fallschirmsprung- noch luftlandefähig.
| Symbol | Division                                      | Panzerregiment                   | Aufstellung/Einsatz  | Einsatzraum       | Aufstellungsort |
| ------ | --------------------------------------------- | -------------------------------- | -------------------- | ----------------- | --------------- |
|        | Fallschirm-Panzer-Division 1 „Hermann Göring“ | Panzer-Regiment „Hermann Göring“ | 1943–1945 (9. Phase) | Italien, Ostfront | Berlin          |

## Panzertypen
| Typ                          | Baujahr   | Bewaffnung                | Panzerung | Geschwindigkeit (Straße) | Fahrbereich (Straße) | Stückzahl |
| ---------------------------- | --------- | ------------------------- | --------- | ------------------------ | -------------------- | --------- |
| Panzerkampfwagen I           | 1934–1937 | 2 MG                      | 6–13 mm   | 37 km/h                  | 140 km               | 1500      |
| Panzerkampfwagen II          | 1935–1942 | 2-cm-KwK 30, 1 MG         | 5–15 mm   | 40 km/h                  | 200 km               | 1900      |
| Panzer 35(t)                 | 1935–1938 | 3,72-cm-KwK 43 L/40, 2 MG | 15–25 mm  | 35 km/h                  | 190 km               | 202       |
| Panzer 38(t)                 | 1939–1942 | 3,72-cm-KwK 43 L/40, 2 MG | 15–25 mm  | 42 km/h                  | 250 km               | 1400      |
| Panzerkampfwagen III         | 1936–1943 | 5-cm-KwK L/42, 2 MG       | 30–60 mm  | 40 km/h                  | 175 km               | 5700      |
| Panzerkampfwagen IV          | 1937–1945 | 7,5-cm-KwK L/48, 2 MG     | 30–80 mm  | 40 km/h                  | 200 km               | 8500      |
| Panzerkampfwagen V Panther   | 1943–1945 | 7,5-cm-KwK 42 L/70, 2 MG  | 15–120 mm | 46 km/h                  | 170 km               | 6000      |
| Panzerkampfwagen VI Tiger    | 1942–1944 | 8,8-cm-KwK 36 L/56, 2 MG  | 25–110 mm | 38 km/h                  | 100 km               | 1350      |
| Panzerkampfwagen VI Tiger II | 1943–1945 | 8,8-cm-KwK 43 L/71, 2 MG  | 25–185 mm | 38 km/h                  | 170 km               | 521       |

### Die leichten Panzer I und Panzer II

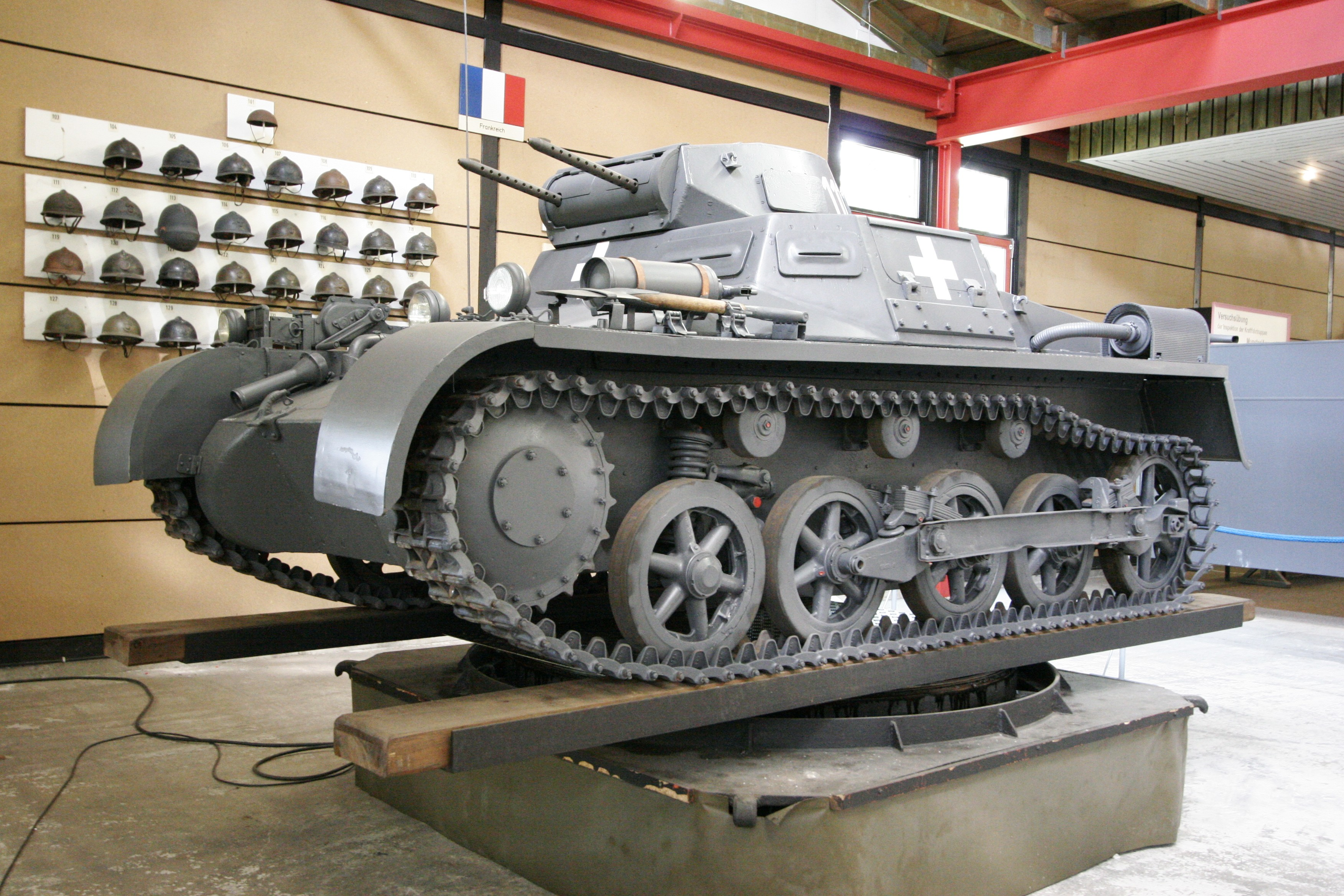
Panzerkampfwagen I

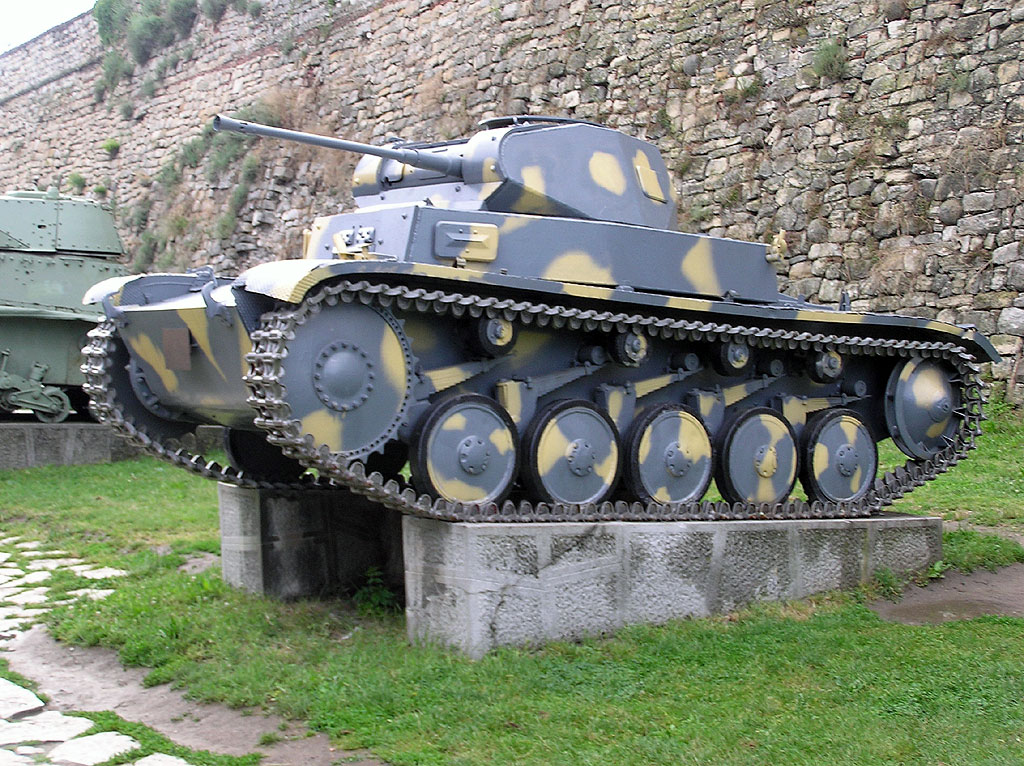
Panzerkampfwagen II

Bis 1939 waren der Panzerkampfwagen I und der Panzerkampfwagen II die Hauptmuster der deutschen Panzertruppe. Die mit zwei Maschinengewehren ausgerüsteten Panzer I und mit einer 2-cm-Kampfwagenkanone (Kwk) ausgerüsteten Panzer II gehörten aufgrund ihres geringen Gewichtes in die Klasse der Leichten Panzer. Die Wehrmacht legte während der Entwicklung Wert auf die genaue Einhaltung der ausgearbeiteten Einsatzgrundsätze. In jedem Fahrzeug wurde eine Funkanlage eingebaut, damit die Kommandanten während des Einsatzes untereinander oder mit der übergeordneten Führungsebene kommunizieren konnten und so in der Lage waren, schnell notwendige Entscheidungen treffen und umsetzen zu können. Dies war bei der Wehrmacht bereits vor dem Krieg Standard, ein Punkt, den die Panzertruppen anderer Länder bisher vernachlässigt hatten. Obwohl beide Panzer eigentlich als Übungsfahrzeuge konzipiert wurden und nur eine geringe Kampfkraft besaßen, bildeten sie zu Beginn des Krieges aufgrund der noch eingeschränkten Leistungsfähigkeit der Panzerindustrie das Rückgrat der deutschen Panzertruppe. Obwohl sich schnell zeigte, dass diese Fahrzeuge im direkten Vergleich mit gegnerischen Modellen zumeist unterlegen waren, wurden sie weiterhin produziert, um die entstandenen Ausfälle der Truppe zu ersetzen. Erst nachdem bessere Panzer in größerem Umfang zur Verfügung standen, wurden die Fahrzeuge ausgemustert, wobei die Fahrgestelle als Waffenträger für verschiedene Geschütze noch umfangreich Verwendung fanden.

### Die tschechischen Panzer 35(t) und 38(t)

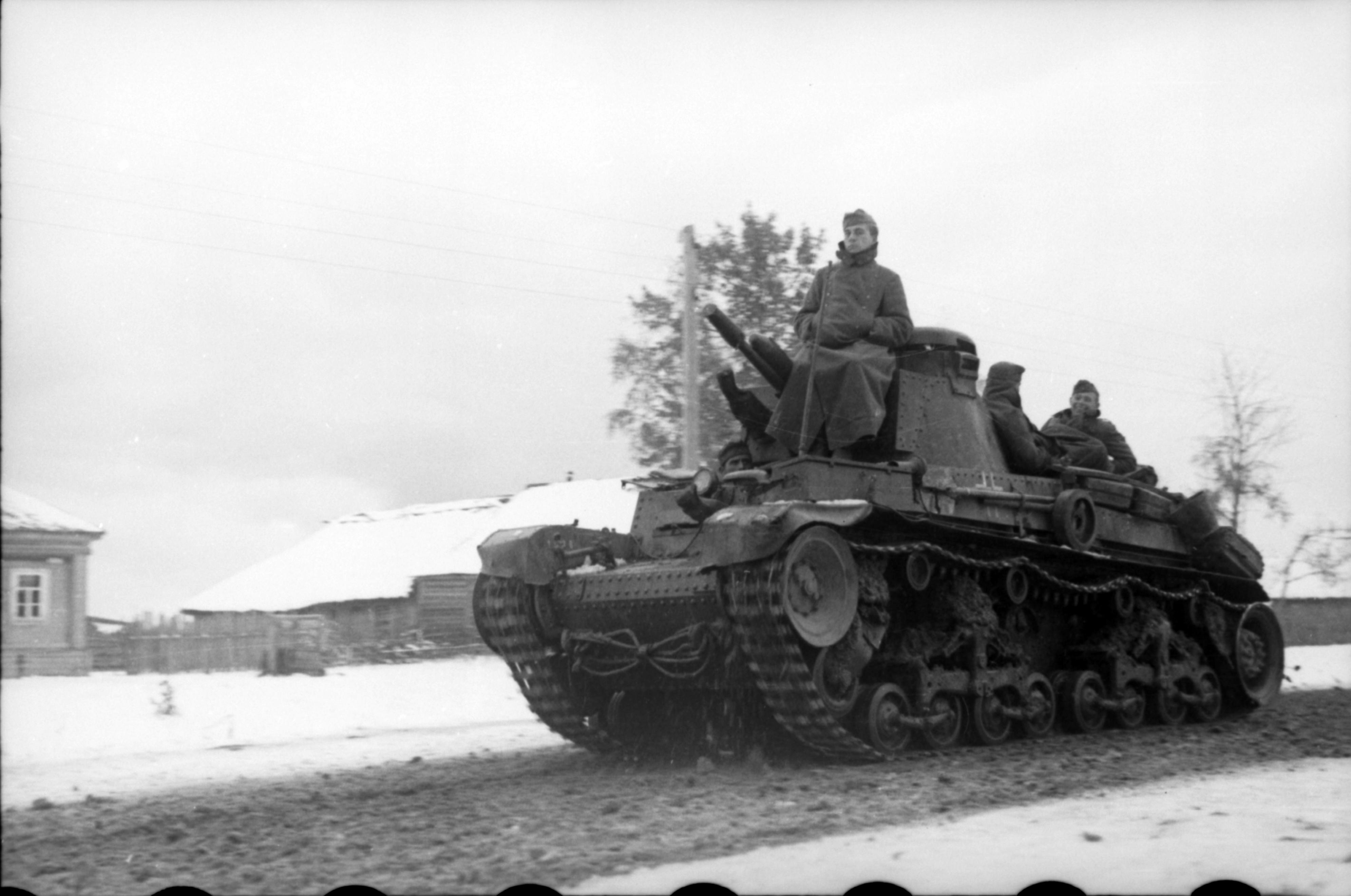
Panzer 35(t)

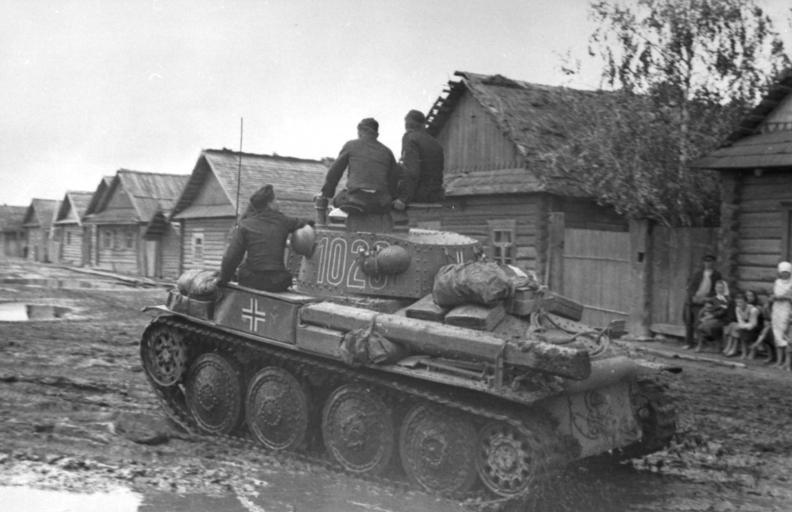
Panzer 38(t)

Nach dem Einmarsch in die Tschechoslowakei beschlagnahmten die Deutschen 202 Panzer des Typs Panzer 35(t). Das wendige und schnelle Fahrzeug erwies sich als den Panzern I überlegen und wurde sofort in die Panzertruppen der Wehrmacht übernommen. Skoda hatte bereits mit dem Panzer 38(t) ein Nachfolgemodell entwickelt, das sich aber noch nicht in der Fertigung befand. Die Pläne wurden von der Wehrmacht weitergeführt und die Produktion des Fahrzeuges ab 1939 aufgenommen. Bis 1942 wurden 1.400 Fahrzeuge gebaut. Das robuste Chassis und das zuverlässige Fahrwerk bildeten die Grundlage für viele Versionen, von denen der Jagdpanzer 38 die bekannteste war. Das Fahrzeug war ein so erfolgreiches Konzept, dass die Schweiz das Fahrzeug bis in die 1980er Jahre einsetzte. Ein weiteres erfolgreiches Jagdpanzerkonzept auf dem Fahrgestell des Panzer 38(t) war der ab März 1942 produzierte Marder III, der in relativ großer Stückzahl gefertigt wurde, um den ersten Mangel an Panzerjägern an der Ostfront zu beheben.

### Die mittleren Panzer III und IV

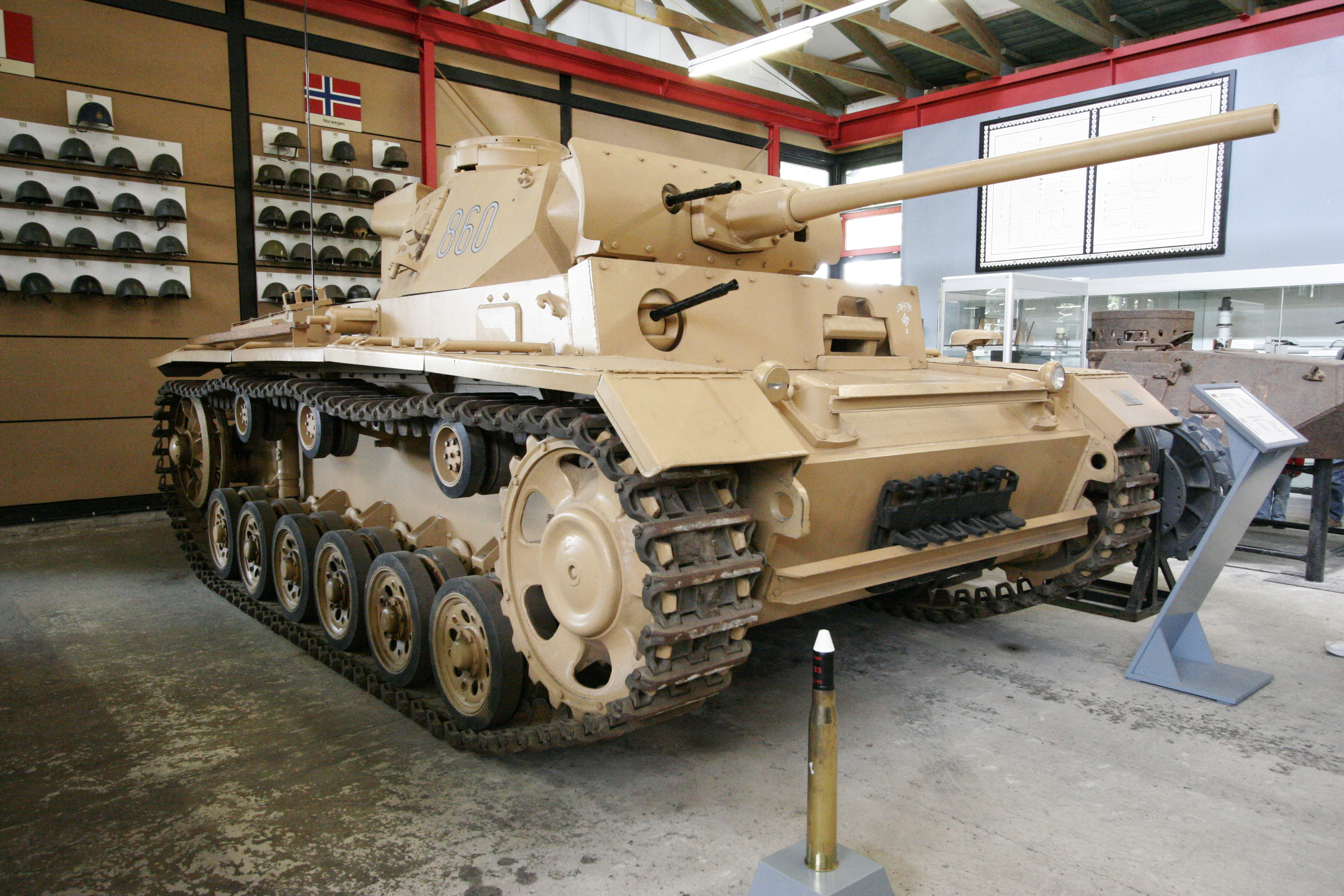
Panzerkampfwagen III Ausf. L

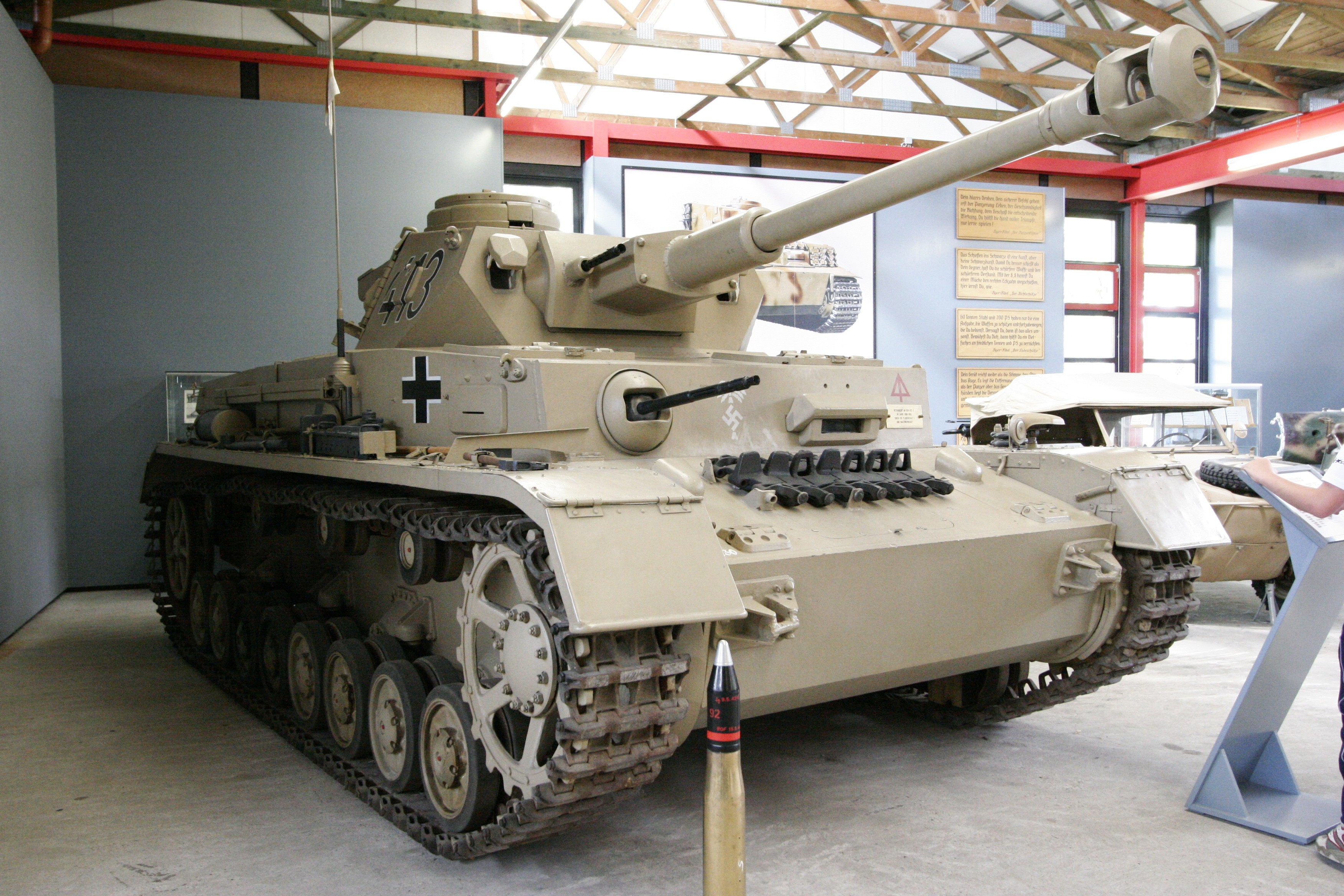
Panzerkampfwagen IV Ausf. G

Die 1930 von der Arbeitsgruppe um Guderian ausgearbeiteten Pläne zur endgültigen Ausstattung der deutschen Panzertruppe sahen zwei Grundmodelle vor: einen Wagen, der mit seiner panzerbrechenden Kanone die feindlichen Panzer ausschalten sollte, sowie einen mit einem größeren Kaliber ausgestatteten Unterstützungspanzer. Aus ersterem entstand der Panzerkampfwagen III, der den Großteil einer Panzerabteilung ausmachen sollte. Es handelte sich dabei um einen robusten Kampfwagen, der zu Beginn mit einer 3,7-cm-Kanone bewaffnet war. Infolge der zunehmenden Panzerstärken wurden die Fahrzeuge später mit einer langen 5-cm-Kanone ausgestattet und alle älteren Versionen auf dieses Geschütz umgerüstet. Der insgesamt in 5700 Exemplaren hergestellte Panzer III bewährte sich anfangs gut und war 1941 und 1942 der wichtigste deutsche Panzer, danach nahm jedoch seine Kampfstärke trotz zusätzlicher Panzerplatten und Seitenschürzen aufgrund der verbesserten gegnerischen Panzer stark ab. In seiner letzten Version als Panzer III Ausf. N tauschte er die Rolle mit dem Panzer IV, da die nun installierte kurze 7,5-cm-Stummelkanone zur Infanterie-Bekämpfung gedacht war und der Panzer IV jetzt die Panzerbekämpfung übernahm. Das Fahrgestell blieb noch bis zum Kriegsende in Produktion und wurde unter anderem für das weitaus erfolgreichere Sturmgeschütz III verwendet.
Der Panzerkampfwagen IV nahm zu Beginn des Krieges wie geplant die Aufgabe als Unterstützungspanzer wahr, wozu er – wie die früheren Sturmgeschütze – mit der kurzen 7,5-cm-L/24-Haubitze bewaffnet war. Bei jeder Ausführung wurde die Panzerung verstärkt oder die Kanone in ihrer Leistung verbessert. Das Kaliber blieb dabei zwar konstant bei 75 mm, die Lauflänge stieg jedoch von 24 Kaliberdurchmessern (7,5-cm-L/24) für die Infanterieunterstützung über 43 Kaliberlängen auf 48 Kaliberlängen bei den späten Versionen, wodurch er vom Unterstützungspanzer zum Kampfpanzer wurde, welcher die Aufgabe der Bekämpfung gegnerischer Kampfwagen wahrnahm. War er anfangs mit seiner kurzen Kanone beispielsweise dem sowjetischen Standardpanzer T-34 weit unterlegen, galt dies nicht für die späteren kampfwertgesteigerten Ausführungen, welche nun ihrerseits den meisten gegnerischen Standardpanzern entweder gleichwertig oder überlegen waren. Mit 8500 Exemplaren war das den gesamten Krieg hindurch produzierte Fahrzeug der meistgebaute und somit wichtigste deutsche Panzer. Das Chassis des Panzers IV wurde ebenfalls für eine Vielzahl von Waffenträgersystemen verwendet, wobei es in dieser Verwendung das meistgenutzte Fahrgestell der Wehrmacht wurde. Zur Fahrzeugfamilie gehörten unter anderem der Flakpanzer IV, der Sturmpanzer IV, der Panzerjäger Nashorn, die Panzerhaubitze Hummel oder der Jagdpanzer IV, einer der erfolgreichsten Jagdpanzer des Krieges. Da der Panzer III und der Panzer IV sich in ihrer Gestaltung sehr ähnlich waren, letzterer aber ein bedeutend höheres Ausbaupotential hatte, wäre es – im Nachhinein betrachtet – besser gewesen, nur den Panzer IV herzustellen und als Standardpanzer zu verwenden.

### Die schweren Panzer V Panther, VI Tiger und VI Tiger II

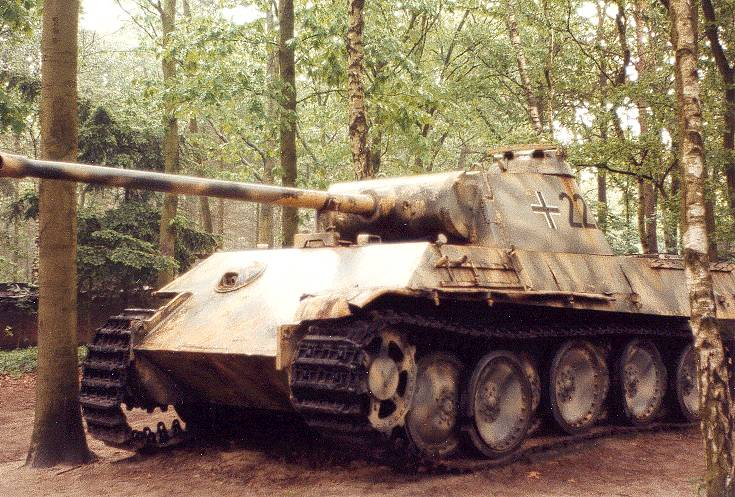
Panzerkampfwagen V „Panther“

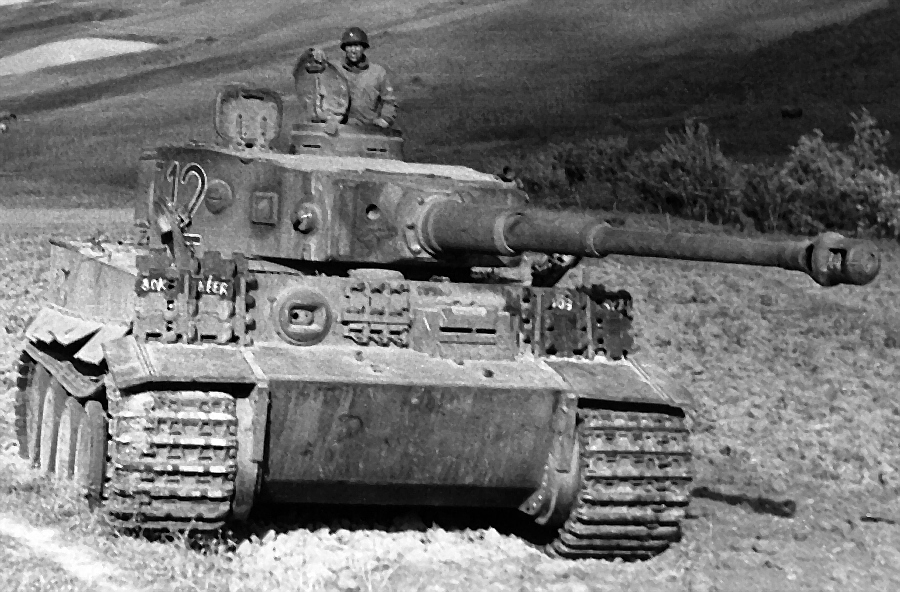
Panzerkampfwagen VI „Tiger I“ vor Tunis

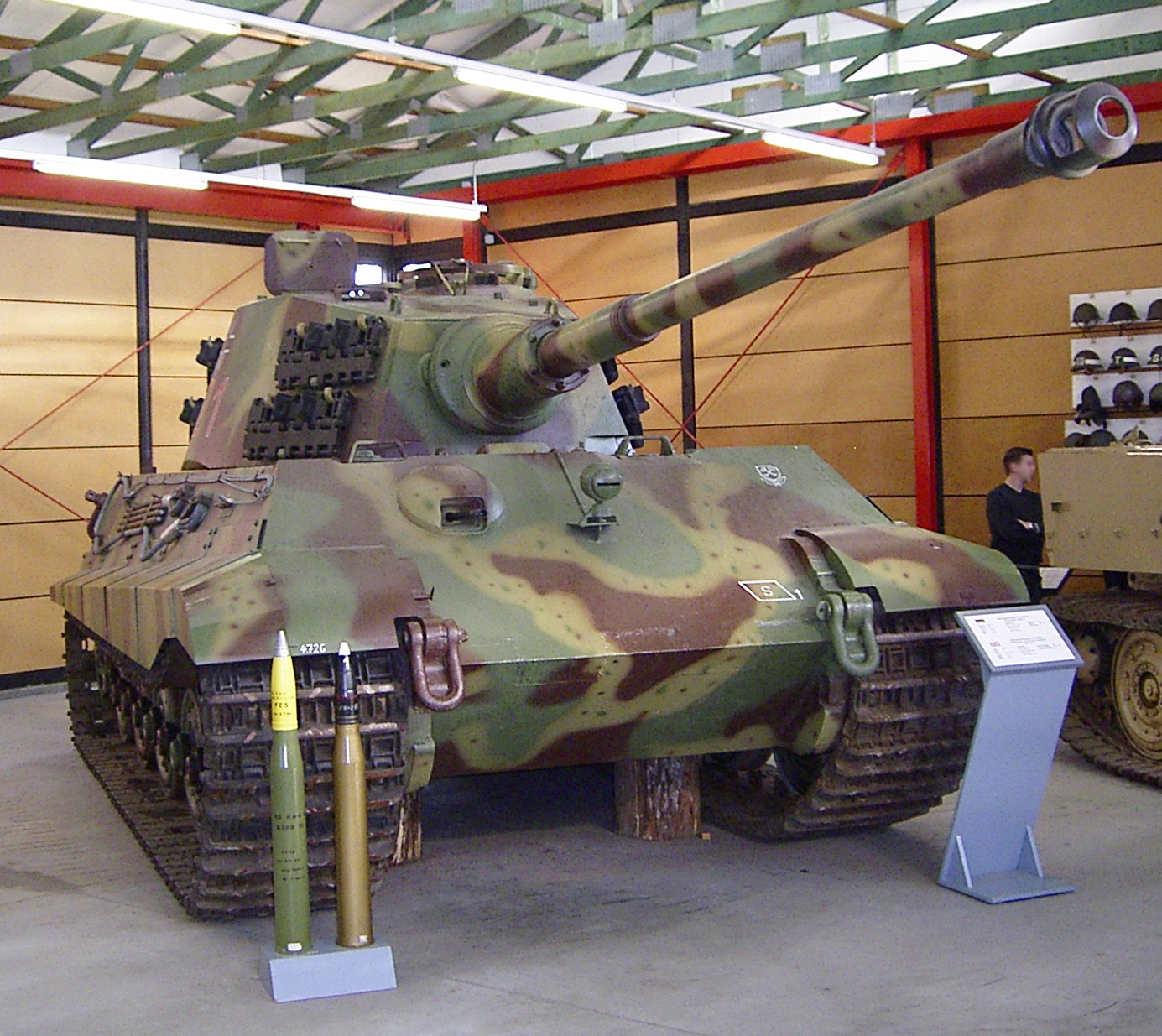
Panzerkampfwagen VI „Tiger II“ (auch Königstiger) im Panzermuseum Munster

Nachdem Adolf Hitler zunächst davon ausgegangen war, den Krieg mit den vorhandenen Panzertypen gewinnen zu können, wurde die Weiterentwicklung von weiteren Panzertypen zunächst vernachlässigt, obwohl sich bereits 1940/41 alliierte Panzer wie die französischen Panzer Char B 1 und Somua S-35 und der britische Matilda-Tank als ernstzunehmende Gegner gezeigt hatten. Angesichts der kampfkräftigen sowjetischen Panzertypen erfolgte nach dem Vorbild des T-34 die Konstruktion stärker gepanzerter und bewaffneter Kampfwagen. Der Panzerkampfwagen V „Panther“ gilt gemeinhin als einer der besten Panzer des Zweiten Weltkrieges. Er entstand unter dem Eindruck der immer zahlreicher erscheinenden sowjetischen T-34. Die deutschen Konstrukteure hatten erkannt, dass die schrägen Panzerplatten des T-34 einen weitaus besseren Panzerschutz als die geraden Platten der Panzer III und IV boten. Daneben erhielt der Panther die 7,5-cm-L/70-Kanone. Der Panther wurde zum ersten Mal beim Unternehmen Zitadelle (Schlacht um Kursk) eingesetzt. Dies geschah allerdings unter dem Druck der militärischen Situation verfrüht. Die Ausführung D wies noch eine Reihe von Mängeln auf, die im Gefecht nicht behoben werden konnten, sodass der Ersteinsatz desaströse Züge annahm. Erst nach und nach konnten die Mängel abgestellt werden.
Die letzte Ausführung war die Ausführung G, bei der sämtliche offensichtlichen Mängel beseitigt worden waren. Obwohl das Fahrzeug so zu einem ausgereiften Panzer wurde, erreichten die Produktionszahlen nie das Niveau, um einen effektiven Einsatz gegen die Alliierten zu gewährleisten, auch wenn diese ihn prinzipiell fürchteten. Der Panther wurde im Verlauf des Krieges in einer Stückzahl von rund 6000 Fahrzeugen gefertigt. Eine bekannte Variante des Panthers war der Jagdpanzer V Jagdpanther. Dem Chassis des eigentlichen Kampfpanzers wurde der Turm abgenommen und in einem kastenförmigen Aufbau die massive 8,8-cm-Kanone KwK 43 L/71 eingebaut. Eine weitere wichtige Variante war der Bergepanther, ein Panther-Chassis mit einem offenen Aufbau, der eine massive Winde sowie einen Kran beherbergte. Nur mit diesem Fahrzeug war die Bergung liegengebliebener Panther und Tiger möglich.
Nach dem Krieg wurde der Panther noch einige Jahre von mehreren Bataillonen der französischen Armee eingesetzt und diente über die Zwischenstufen (nur Planung, keine Fertigung) „Panther II“ und „Einheitspanzer 50to“ auch als Grundlage für den „Standardpanzer“ (später: Leopard I) der deutschen Bundeswehr und den AMX-30 der französischen Armee.
Der von den Gegnern am meisten respektierte Panzer war der Panzerkampfwagen VI Tiger, der ab 1942 eingeführt wurde. Die West-Alliierten hatten keinen vergleichbaren Panzer, so dass für seine Bekämpfung folglich mehrere Panzer auf einen einzelnen Tiger angesetzt oder auf Luftunterstützung gewartet wurde. Der Tiger wurde hauptsächlich bei den schweren Panzer-Abteilungen eingesetzt. Der Tiger galt als einer der kampfstärksten Panzer des Krieges, hatte aber auch erhebliche Nachteile, die aus eingeschränkter Mobilität infolge Untermotorisierung, geringer Reichweite und störanfälliger Technik verbunden mit hohem Instandsetzungsbedarf sowie aus konventioneller Formgebung ohne geschossabweisenden Flächen resultierten.
Vom Tiger gab es drei Varianten, zum einen den Panzerkampfwagen, zum anderen den Sturmtiger sowie den Bergetiger, obwohl über Letzteren wenig bekannt ist, wurde er zur Bergung von ausgefallenen Panzern eingesetzt, höchstwahrscheinlich in Italien. Der Sturmtiger, von dem nur 18 Stück gebaut und der zur Beschießung von befestigten Bauten entwickelt wurde, wog 65 Tonnen. Demgegenüber war der Jagdpanzer Elefant (Ferdinand) eher ein Zufallsprodukt, denn er basierte auf den 90 Fahrgestellen des Porsche-Prototypen, für die nach der Entscheidung für das Modell von Henschel keine Verwendung mehr bestand. Bei seinem ersten Einsatz in der Kursker Panzerschlacht machte sich das Fehlen eines Maschinengewehrs zur Nahverteidigung bitter bemerkbar, weshalb ein Großteil der in der Schlacht bei Kursk eingesetzten Exemplare auf kurze Distanz durch Panzernahbekämpfungsmittel zerstört wurden. Die wenigen verbliebenen Einheiten wurden danach mit einem Bug-MG ausgerüstet und erhielten verschiedene weitere Verbesserungen. Der zuvor Ferdinand genannte Panzerjäger wurde in Elefant umbenannt. Ein einziger Tiger (P) auf Porschebasis agierte tatsächlich im Fronteinsatz als Befehlspanzer der 653. PzJgAbt.
Die letzte deutsche Kriegsentwicklung, die bis zur Serienreife gebracht wurde, war der Panzerkampfwagen VI Ausf. B Tiger II, auch „Königstiger“ genannt. Der Panzer war mit einem Gewicht von etwa 70 Tonnen der massivste Kampfpanzer, den die Deutschen in den Krieg führten. Das Konstrukt war konzeptionell eine Mischung aus Tiger I und Panther. Die Panzerplatten waren wie beim Panther abgeschrägt, jedoch bedeutend verstärkt worden. So betrug die Frontpanzerung des Königstigers bei einer 40°-Neigung 150 mm. Als Hauptbewaffnung diente eine KwK 8,8 cm L/71. Das Fahrzeug war mit einer spezifischen Leistung von etwa 10 PS/t untermotorisiert, da für das enorme Gewicht des Panzers kein ausreichend starker und zuverlässiger Motor zur Verfügung stand. Infolgedessen fielen mehr Fahrzeuge technischen Mängeln als feindlicher Einwirkung zum Opfer.
Die einzige produzierte Variation des Tiger II war der Jagdpanzer VI Jagdtiger. Zur Zeit seines Erscheinens besaß dieses Fahrzeug mit seiner 12,8-cm-Kampfwagenkanone die bisher größte Kanone, die ein Panzerfahrzeug genutzt hatte, mit Ausnahme der 152-mm-Haubitze, die in den sowjetischen Modellen KW-2, SU-152 und ISU-152 verwendet wurde. Seinen bekanntesten Einsatz hatte der Panzer in der Ardennenschlacht im Winter 1944/45.
Trotz seiner großen Kampfkraft konnte der Tiger II nicht mehr ausreichend in den Krieg eingreifen – einerseits war die Produktion durch die erdrückende Luftüberlegenheit der Alliierten zurückgegangen und andererseits war die Mobilität der Panzerverbände durch knapp werdende Treibstoffvorräte stark eingeschränkt. Demgegenüber schritt die Produktion alliierter Kampfwagen voran, sodass bereits die rein zahlenmäßige Überlegenheit den deutschen Panzertruppen erhebliche Schwierigkeiten bereitete.
Obwohl die späten deutschen Panzer Panther und Tiger hohe Abschusszahlen bei geringen eigenen Verlusten vorweisen konnten, ging die Strategie, überlegene, aber komplizierte und aufwändig herzustellende Waffensysteme zu entwickeln, nicht auf. Besonders nachteilig war der Antrieb durch Benzinmotoren mit hohem Kraftstoffverbrauch. Die sowjetische Armee als Hauptgegner in den Panzerschlachten konzentrierte sich auf einfachere und zuverlässigere Panzer, die in großer Anzahl hergestellt werden konnten und über Dieselmotoren verfügten.

### Projekte zu überschweren Panzern

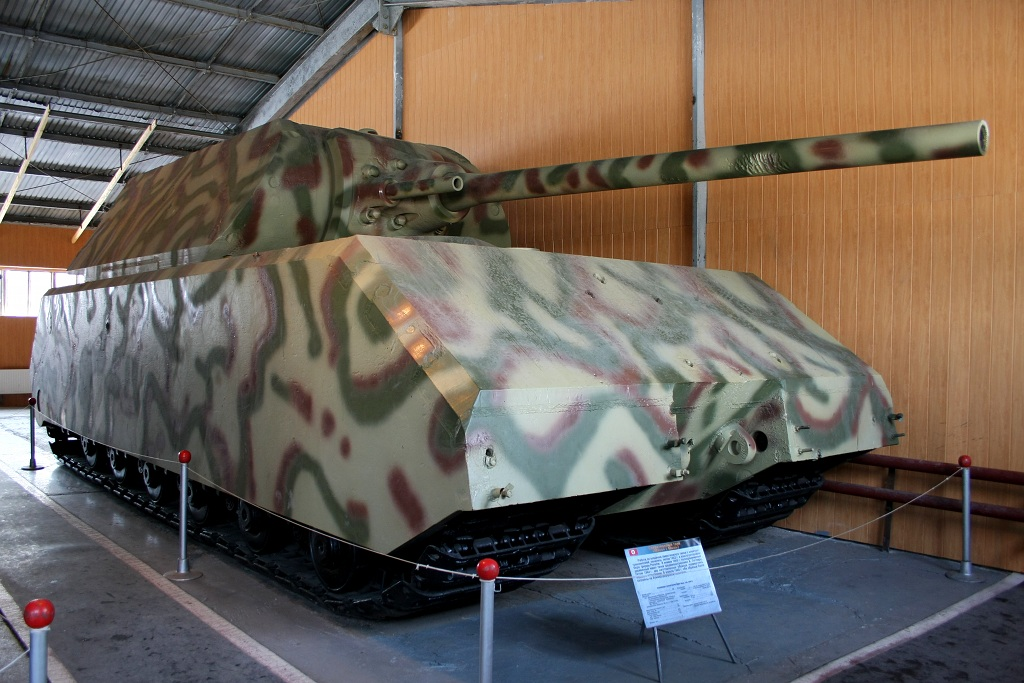
PzKpfw VIII (Panzermuseum Kubinka)

Gegen Kriegsende versuchte man, den in Großserie gefertigten und zunehmend auch zur Bekämpfung der PzKpfw V und VI adäquat bewaffneten alliierten Panzern noch schwerere Fahrzeuge als den Tiger II entgegenzustellen. Keines der entsprechenden Projekte gelangte mehr zum Fronteinsatz. Allen gemeinsam wäre ein enormer Einsatz von Ressourcen bei Herstellung und Betrieb gewesen, was im Hinblick auf die Versorgungslage Deutschlands insbesondere beim Treibstoff die Produktion und den Einsatz in größerem Umfang von vornherein ausschloss. Auch hätten sich die im Verhältnis zum PzKpfw VI noch schwerfälligeren und aufgrund ihrer Komplexität wohl auch störanfälligeren Fahrzeuge im Einsatz kaum bewährt, zumal Größe und Gewicht dem Transport per Bahn oder dem Queren von Brücken enge Grenzen gesetzt hätten.
Der von Porsche entwickelte Panzerkampfwagen VIII Maus hatte eine 12,8-cm-KwK 44 L/55 (Kampfwagenkanone 44), dazu eine koaxiale 7,5-cm-KwK 37 sowie ein Maschinengewehr 42 und ein Gewicht von 188 Tonnen. 1944 wurden lediglich zwei Prototypen fertiggestellt, dann wurde der Auftrag zum Bau von 150 Einheiten storniert.
Vom Projekt des Panzerkampfwagen E-100 mit 140 Tonnen wurde lediglich ein Prototyp begonnen, dem jedoch bei Kriegsende noch der vom Maus übernommene Turm fehlte.

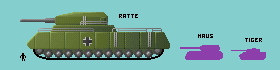
Größenvergleich: „Ratte“, „Maus“ und „Tiger“

Größenmäßig übertroffen wurden diese Projekte noch von den Entwürfen der Landkreuzer P-1000 „Ratte“ und P-1500 „Monster“, welche von Eduard Grote für Krupp entworfen und deren Entwicklung von Adolf Hitler persönlich befürwortet wurde. Die Zahlen 1000 und 1500 beziehen sich auf die vorgesehene Masse in Tonnen.
Die Planungen zu dem P-1000 sahen ein überschweres Panzerfahrzeug mit einer Länge von 39 m und einer Breite von 14 m vor, welches mit zwei Schiffsdieselmotoren von MAN mit je 6500 PS Leistung angetrieben werden sollte. Der Entwurf sah als Hauptbewaffnung einen 650 Tonnen wiegenden Turm mit zwei 28 cm SK C/34 vor, welche auch auf den Schlachtschiffen der Scharnhorst-Klasse als Hauptartillerie – dort jedoch in Drillingstürmen – eingesetzt waren. Zur Luftverteidigung waren acht Flakgeschütze mit Kaliber 20 mm und zwei MG 151/15 vorgesehen. Die ersten Entwürfe wurden im Juni 1942 Hitler vorgelegt, der zusammen mit Albert Speer den Spitznamen „Ratte“ vergab. Im Dezember wurde das Projekt offiziell bei Krupp in Auftrag gegeben und schon Anfang 1943 von Speer wieder eingestellt, da er keine Verwendung für ein solches Fahrzeug sah.

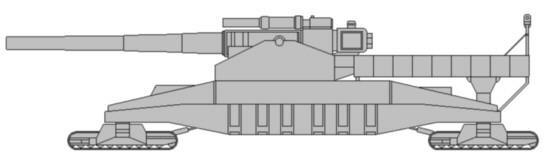
Mögliches Aussehen des P-1500

Neben dem P-1000 führte das Unternehmen Krupp auch Studien zu dem noch schwereren P-1500 durch, welcher den Decknamen „Monster“ erhielt. Hitler förderte die Ambitionen der Rüstungsindustrie, solch einen Koloss zu entwerfen. Blaupausen oder genaue Konstruktionsdetails sind nicht bekannt. Das Fahrzeug war als beweglichere Ausführung des „schweren Gustav“, einem der größten jemals gebauten Eisenbahngeschütze, vorgesehen. Zusätzlich sollten zwei am Heck befindliche 150-mm-Geschütze dem P-1500 Deckung geben. Als Antrieb waren vier Schiffsdiesel von MAN mit je 6500 PS vorgesehen; als Besatzung wären etwa 100 Mann nötig gewesen. Auch dieses Projekt wurde Anfang 1943 von Speer eingestellt. Einen taktisch sinnvollen Einsatzbereich hätte es für beide Fahrzeuge nicht gegeben, da durch deren Größe und Gewicht eine sichere Mobilität und Transport an die Front nicht gewährleistet werden konnte. Außerdem wäre selbst bei besten wirtschaftlichen Bedingungen – die in der Endphase des Krieges längst nicht mehr gegeben waren – eine ausreichende Treibstoffversorgung und Wartung dieser Fahrzeuge nicht möglich gewesen.
Auf alliierter Seite wurden solche Planungen nicht verfolgt. Gerade in der Sowjetunion hatte man aus dem Fiasko mit mehrtürmigen Panzern wie etwa dem T-35 gelernt. Zwar entschieden sich die Alliierten vor allem nach dem Erscheinen des Tigers für den Bau überschwerer Panzer, aber bis Kriegsende waren die Projekte, zum Beispiel der britische Tortoise oder der amerikanische T28, weder ausgereift noch in irgendeiner Form mit den deutschen Prototypen vergleichbar. Nach dem Zweiten Weltkrieg wurde ein solches Konzept als militärisch unnötig angesehen und nicht weiter verfolgt.
Zu den in der NS-Propagandazeitschrift Signal beschriebenen überschweren Modellen Panzerkampfwagen IX bzw. X sind dagegen keine Nachweise über entsprechende Entwicklungsaufträge oder Konstruktionszeichnungen beim Heereswaffenamt oder möglichen Herstellern dokumentiert, so dass davon ausgegangen werden kann, dass es sich um eine propagandistische Falschmeldung zur Täuschung des Feindes über die deutsche Panzerentwicklung handelte.

## Uniform

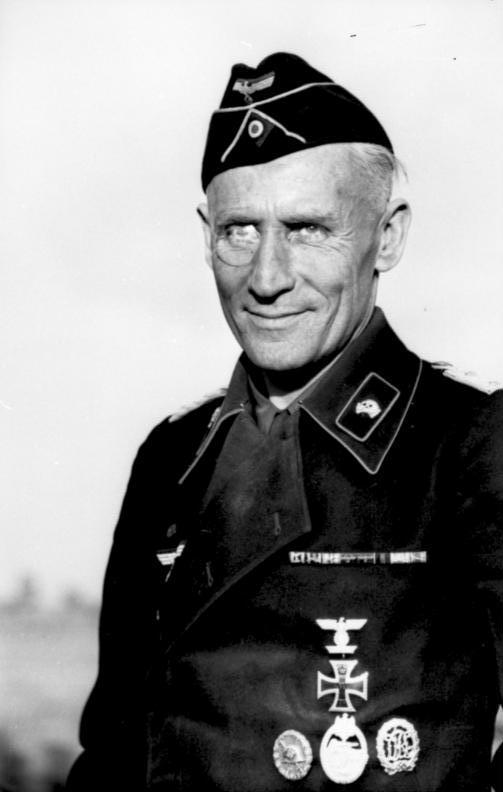
Richard Koll, als Oberst der Heeres-Panzertruppe, Sommer 1941

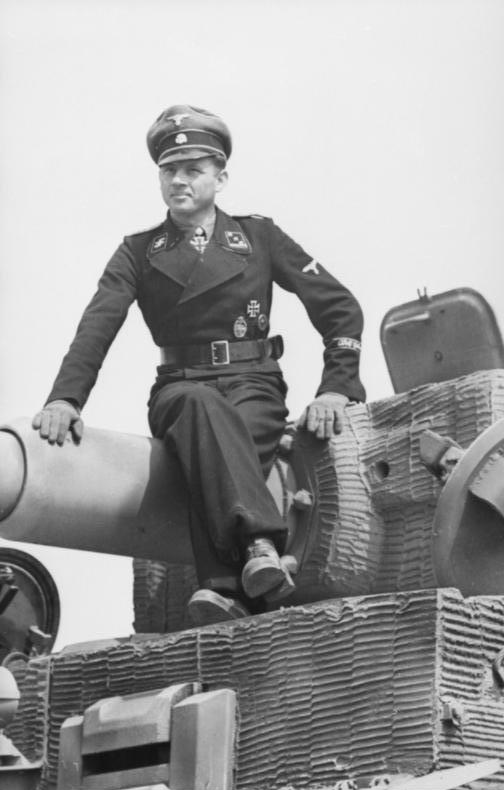
SS-Panzerkommandant Michael Wittmann, mit Schirmmütze und schwarzer Feldjacke, Mai 1944

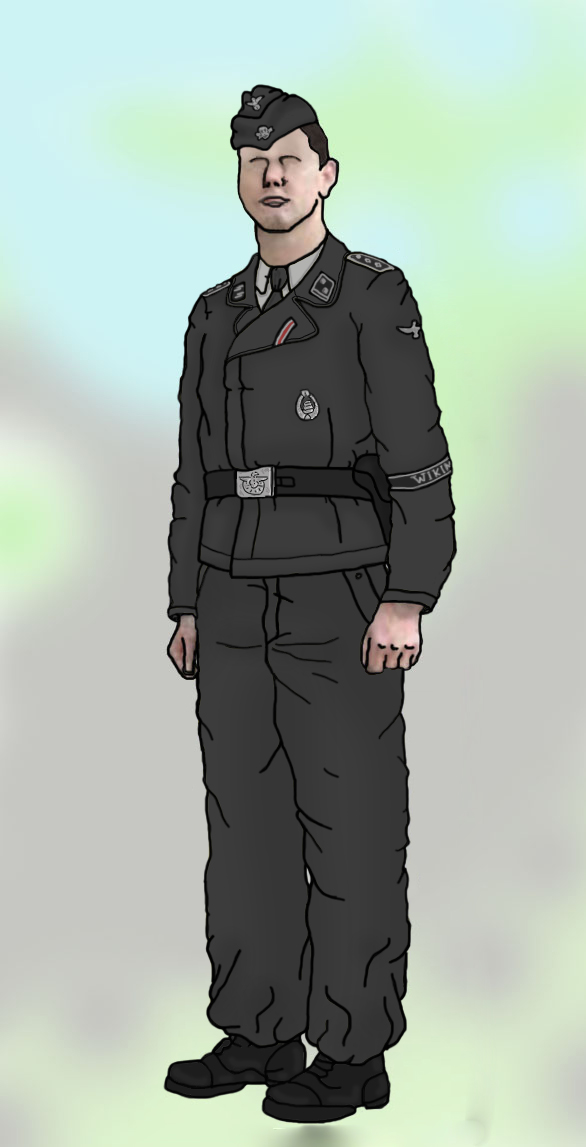
Panzeruniform der Waffen-SS

Am 12. November 1934 wurde für die Panzerbesatzungen ein schwarzer Feldanzug mit rosa Vorstößen eingeführt: Die hüftlange Feldjacke wurde vorn übereinandergeschlagen und auf der rechten Seite zugeknöpft. Der große Umschlagkragen mündete vorn in einem tiefen Revers, die beiden Brustklappen wurden ausgeschlagen, konnten bei Kälte aber auch vollständig geschlossen werden. Die rosa Paspelierung des Kragens verschwand um 1942, gleichzeitig wurde der Kragen etwas kleiner und die Jacke etwas kürzer.
Die schwarzen, rosa paspelierten Kragenpatten trugen einen aluminiumfarbenen Totenkopf; in der Forschung umstritten ist, ob dies in Anlehnung an die Tradition der preußischen Totenkopfhusaren geschah oder einen Brauch aufgriff, der bei der Panzertruppe während des Ersten Weltkrieges bestanden hatte, die eigenen Kampfwagen mit aufgemalten Totenköpfen zu markieren.
Zur Panzeruniform gehörten ferner eine bequem geschnittene Hose, (anfangs filzgepolsterte) Schutzmütze nach Baskenart, Selbstbinder, Koppel und Schnürschuhe von schwarzer Farbe.
Die Panzeruniform war nach Art der zeitgenössischen Skibekleidung geschnitten und verzichtete auf außenliegende Taschen und Effekte, um ein Verhaken bei Ein- und Aussteigen im engen Kampfraum zu verhindern. Der am Koppel befestigte Schulterriemen der Offiziere kam nach Kriegsbeginn rasch außer Gebrauch, ebenso die ausladende Schutzmütze, an deren Stelle die Feldmütze in Bootsform („Schiffchen“) trat.
Die Erlaubnis zum Tragen des schwarzen Feldanzugs erstreckte sich über die Besatzungen von Kampfpanzern, die schweren Panzerjäger-Abteilungen (mit Sturmgeschützen oder auf Selbstfahrlafetten), die Panzeraufklärer, die Panzerpioniere sowie bei den Panzer-Nachrichteneinheiten die Besatzungen gepanzerter Funkwagen. Der schwarze Feldanzug durfte bis 1940 nur zum Dienst im Panzer getragen werden, sonst war die graue Feldbluse des Heeres anzulegen. Die feldgraue Uniform, mit grauer Schutzmütze, war auch für die Fahrer und Beifahrer der Schützenpanzer (Sd.Kfz. 250, Sd.Kfz. 250) vorgeschrieben. Seit Ende 1940 wurden für die Panzertruppe jedoch keine feldgrauen Bekleidungsstücke mehr ausgegeben, mit Ausnahme des Mantels. Die schwarze Uniform wurde nun auch zum Ausgang getragen.
Die auf bestimmte Truppenteile beschränkte Trageerlaubnis wurde vielfach ignoriert. Entsprechend trugen einige Generale und Generalstabsoffiziere, die aus der Panzertruppe hervorgegangen waren, im Dienst die schwarze Panzeruniform, gemeinsam mit den ihrem Rang entsprechenden Attributen: Generalstabsoffiziere mit den für sie typischen karmesinroten Kragenpatten mit doppelter Litze in Kolbenstickerei; Generale mit den für sie vorgeschrieben rechteckigen roten Kragenspiegeln mit Larisch-Stickerei, individuell aber weiterhin mit den Totenkopf-Kragenpatten; das Hoheitsabzeichen auf der rechten Brustseite goldgestickt, die Hosen mitunter mit hochroten Vorstößen und Lampassen (bei Generalstabsoffizieren karmesinrot).
Übernommen wurde die schwarze Panzeruniform von der Panzertruppe der Waffen-SS, die sie mit den SS-Kragenpatten trug, und von den Mitte 1942 formierten Panzereinheiten der Division Hermann Göring, einem Sonderverband der Luftwaffe. Statt der bei der Luftwaffe üblichen Kragenpatten mit Dienstgradabzeichen in Schwingenform wurden zur schwarzen Feldjacke schwarze, weiß vorgestoßene Totenkopfpatten angelegt. Bis zu ihrem Verbot (und vielfach darüber hinaus), Ende 1944, waren zudem weiße Totenkopfpatten verbreitet. Im Oktober 1944 wurde die Produktion der Kragenpatten eingestellt, die Totenköpfe waren nun direkt auf dem Kragen angebracht.
Nach dem Muster des schwarzen Feldanzugs gefertigt, war die im Mai 1940 eingeführte feldgraue, tatsächlich aber schilfgrüne „Sonderbekleidung“ der Sturmartillerie. Die grundtuchfarbenen, hochrot vorgestoßenen Kragenpatten bis Anfang 1943 mit Totenkopf oder abzeichenlos, dann mit Kapellenlitzen, gegen Kriegsende dann ohne Patten und direkt aufgenäht. Seit Juni 1942 war die feldgraue Version der Panzeruniform allen Angehörigen der Sturmartillerie erlaubt. Im Laufe des Krieges kamen weitere Truppen hinzu, so die Panzergrenadiere, die Besatzungen von Selbstfahrlafetten und Panzerzügen sowie das Fallschirmjäger-Bataillon „Brandenburg“. Meist wurden Kragenpatten mit Doppellitzen getragen, die Panzerjäger auf Selbstfahrlafetten kennzeichneten Totenkopfpatten.
Von der ab Ende September 1944 begonnenen Einführung der „Felduniform 44“, in nahezu allen Einheiten des Heeres, der Kriegsmarine, der Luftwaffe sowie der Waffen-SS, blieb die Panzertruppe ausdrücklich ausgenommen.

## Fahrzeugmarkierungen
Die Panzerfahrzeuge trugen bis 1935 den bei der Reichswehr üblichen Dreifarb-Buntanstrich. Von 1935 bis 1943 wurde für alle Fahrzeuge der Wehrmacht eine dunkelgraue Grundfarbe verwendet, ab 1942 im Feld oft ergänzt mit gelbbraunen und dunkelgrünen Flecken. In Afrika und später auch in Italien eingesetzte Fahrzeuge wurden meist beigegelb übermalt. 1943 folgte ein dunkelgelber Grundanstrich, 1944 ein dreifarbiger Anstrich in dunkelgelb, dunkelgrün und rostbraun. Im Winter wurden die Panzer mit weißer Kalkfarbe getarnt.
Panzerfahrzeuge wurden meist mit großformatigen Turmnummern versehen. Dabei zeigte die 1. Ziffer die der Kompanie, die zweite die des Zuges, die dritte die des Panzers an. Die deutliche Markierung ermöglichte die Orientierung und Verständigung der Panzerbesatzungen untereinander und erleichterte Zugführern und Kompaniechefs die Lagebeurteilung, die Befehlsgebung und die Ansprache einzelner Panzer im Gefecht.
Neben der weiteren Markierung durch Balkenkreuz, taktisches Zeichen der Einheit und Symbol der Division, wurde zur Kennzeichnung von Panzergruppen oft ein Großbuchstabe (etwa G für Guderian, K für Kleist) angebracht.